# Lijst van Nederlandse ministers
Dit is een lijst van alle Nederlandse ministers sinds 1798.
| Minister                                              | Partij of stroming                                  | Periode | Departement |
| ----------------------------------------------------- | --------------------------------------------------- | --- | --- |
| P.J.M. (Piet) Aalberse                                | Algemeene Bond (RKSP)                               | Ruijs de Beerenbrouck I Ruijs de Beerenbrouck II                                                                             | Arbeid , Handel en Nijverheid |
| G.M.V. (Gijs) van Aardenne                            | VVD                                                 | Van Agt I Lubbers I | Economische Zaken Financiën a.i. Economische Zaken Vicepremier |
| J. (Jan) van Aartsen                                  | ARP                                                 | Drees III Beel II De Quay Marijnen                                                                                           | Verkeer en Waterstaat Volkshuisvesting en Bouwnijverheid Verkeer en Waterstaat |
| J.J. (Jozias) van Aartsen                             | VVD                                                 | Kok I Kok II | Landbouw, Natuurbeheer en Visserij Buitenlandse Zaken |
| A.S. (Andries) Abbema                                 | patriot                                             | onder Uitvoerend Bewind | Financiën (agentschap) |
| M.A.M. (Micky) Adriaansens                            | VVD                                                 | Rutte IV | Economische Zaken en Klimaat |
| M.-F. (Fleur) Agema                                   | PVV                                                 | Schoof | Volksgezondheid, Welzijn en Sport 1ste vicepremier |
| A.A.M. (Dries) van Agt                                | KVP CDA                                             | Biesheuvel I Biesheuvel II Den Uyl Van Agt I Van Agt II Van Agt III                                                          | Justitie Vicepremier Algemene Zaken Buitenlandse Zaken |
| J.W. (Johan) Albarda                                  | SDAP                                                | De Geer II Gerbrandy I Gerbrandy II                                                                                          | Waterstaat Financiën a.i. |
| W. (Wil) Albeda                                       | CDA                                                 | Van Agt I | Sociale Zaken |
| A.H.M. (Augustinus) Albregts                          | KVP                                                 | Drees I | zonder Portefeuille (Economische Zaken) |
| J.G.M. (Hans) Alders                                  | PvdA                                                | Lubbers III | Volkshuisvesting, Ruimtelijke Ordening en Milieubeheer |
| J. (Jacob) Algera                                     | ARP                                                 | Drees II Drees III | Verkeer en Waterstaat |
| F. (Fokko) Alting Mees                                | conservatief-liberaal                               | Heemskerk-Van Lynden van Sandenburg                                                                                          | Koloniën |
| G.A.A. (George) Alting von Geusau                     | Algemeene Bond (RKSP)                               | Ruijs de Beerenbrouck I | Oorlog Marine |
| H. (Hedy) d'Ancona                                    | PvdA                                                | Lubbers III | Welzijn, Volksgezondheid en Cultuur |
| F.H.J.J. (Frans) Andriessen                           | CDA                                                 | Van Agt I | Financiën |
| J.E. (Koos) Andriessen                                | CHU, CDA                                            | Marijnen Lubbers III | Economische Zaken Verkeer en Waterstaat |
| J.R.M. (Johannes) van Angeren                         | RKSP                                                | Gerbrandy II | Justitie |
| H.H. (Haijo) Apotheker                                | D66                                                 | Kok II | Landbouw, Natuurbeheer en Visserij |
| J.H. (Jean Henry) Appelius                            | patriot, conservatieven vóór 1848                   | onder Lodewijk Napoleon onder Willem I                                                                                       | Justitie en Politie a.i. Financiën |
| A.M.A. (Agnes) van Ardenne-van der Hoeven             | CDA                                                 | Balkenende II Balkenende III                                                                                                 | zonder Portefeuille (Ontwikkelingssamenwerking) |
| T.A.J. (Titus) van Asch van Wijck                     | ARP                                                 | Kuyper | Koloniën |
| L.F. (Lodewijk) Asscher                               | PvdA                                                | Rutte II | Sociale Zaken en Werkgelegenheid Vicepremier |
| T. (Tamara) van Ark                                   | VVD                                                 | Rutte III | Medische Zorg |
| A.Ch.J.Gh. (Alexandre) graaf d'Aubremé                | conservatieven vóór 1848                            | onder Willem I | Oorlog |
| J.A. (Joop) Bakker                                    | ARP                                                 | Zijlstra Kabinet-De Jong | Economische Zaken Vicepremier Verkeer en Waterstaat Surinaams en Antilliaanse Zaken |
| J.P. (Jan Peter) Balkenende                           | CDA                                                 | Balkenende I Balkenende II Balkenende III Balkenende IV                                                                      | Algemene Zaken |
| J.N. (Jacob) Bastert                                  | conservatief-liberaal                               | Heemskerk Azn. | Waterstaat, Handel en Nijverheid |
| J.Ch. (Jean Chrétien) Baud                            | conservatieven vóór 1848                            | onder Willem I onder Willem II                                                                                               | Koloniën Marine en Koloniën Marine en Koloniën |
| G.L. (Guillaume Louis) Baud                           | conservatief-liberaal                               | De Kempenaer-Donker Curtius                                                                                                  | Koloniën |
| W.H. (Willem Hendrik) de Beaufort                     | oud- of vrije liberalen                             | Pierson | Buitenlandse Zaken |
| A.L. (Relus) ter Beek                                 | PvdA                                                | Lubbers III | Defensie |
| L.J.M. (Louis) Beel                                   | RKSP, KVP                                           | Gerbrandy III Schermerhorn-Drees Beel I Drees I Drees II Beel II                                                             | Binnenlandse Zaken Algemene Zaken Binnenlandse Zaken Maatschappelijk Werk Binnenlandse Zaken Justitie a.i. Algemene Zaken Sociale Zaken en Volksgezondheid a.i. |
| P.A.C. (Pieter) Beelaerts van Blokland                | CDA                                                 | Van Agt I | Volkshuisvesting en Ruimtelijke Ordening |
| F. (Frans) Beelaerts van Blokland                     | CHU                                                 | De Geer I Ruijs de Beerenbrouck III                                                                                          | Buitenlandse Zaken |
| G. (Gerard) Beelaerts van Blokland                    | conservatieven vóór 1848                            | onder Willem I | Financiën a.i. |
| J.C.C. (Jacobus) den Beer Poortugael                  | liberaal                                            | Kappeyne van de Coppello | Oorlog |
| A.Ch.W. (Albert) Beerman                              | CHU                                                 | De Quay | Justitie |
| H.K.J. (Hendrik) Beernink                             | CHU                                                 | Kabinet-De Jong | Binnenlandse Zaken |
| H.J.R. (Hendrik) Beijen                               | conservatieven na 1848                              | Heemskerk-Van Lynden van Sandenburg                                                                                          | Oorlog |
| D. (Dirk) Beljaarts                                   | PVV                                                 | Schoof | Economische Zaken |
| B.H. (Berend) baron Bentinck tot Buckhorst            | Orangist                                            | onder soever. vorst Willem                                                                                                   | Oorlog |
| A.A. (Arnold) baron Bentinck (van Nijenhuis)          | technocraat                                         | De Kempenaer-Donker Curtius                                                                                                  | Buitenlandse Zaken |
| J.W. (Johannes) Bergansius                            | rooms-katholieken                                   | Mackay Kuyper | Oorlog Koloniën a.i. Marine a.i. |
| S.J. (Sidney) van den Bergh                           | VVD                                                 | De Quay | Defensie |
| J.G. (Johannes) van den Bergh                         | conservatief (katholiek)                            | Heemskerk Azn. | Waterstaat, Handel en Nijverheid |
| J.H. (Jacobus) Bergsma                                | oud- of vrije liberalen                             | Röell | Koloniën |
| A.E.J. (Anthonij) Bertling                            | partijloze liberaal                                 | Cort van der Linden | Financiën |
| G.H. (Gerardus) Betz                                  | liberaal                                            | Thorbecke II | Financiën Koloniën a.i. |
| J.G.S. (Jean Gustave) Bevers                          | Algemeene Bond (RKSP)                               | Heemskerk | Waterstaat |
| J.W. (Jan Willem) Beyen                               | partijloos                                          | Drees II | Buitenlandse Zaken |
| B.W. (Barend) Biesheuvel                              | ARP                                                 | Marijnen Cals Zijlstra Biesheuvel I Biesheuvel II                                                                            | Vicepremier Landbouw en Visserij Vicepremier Landbouw en Visserij Vicepremier Landbouw en Visserij Algemene Zaken |
| H. (Hendrik) Bijleveld                                | ARP                                                 | Ruijs de Beerenbrouck I | Marine |
| A.T.B. (Ank) Bijleveld-Schouten                       | CDA                                                 | Rutte III | Defensie AIVD |
| J.M. (Marja) van Bijsterveldt-Vliegenthart            | CDA                                                 | Rutte I | Onderwijs, Cultuur en Wetenschap |
| J.W. (Johan) Blanken                                  | liberaal                                            | Thorbecke II Fransen van de Putte                                                                                            | Oorlog Marine a.i. Oorlog Marine a.i. |
| L. (Leo) de Block                                     | KVP                                                 | Kabinet-De Jong | Economische Zaken |
| J.C. (Jacobus) Bloem                                  | conservatieven na 1848                              | Heemskerk Azn. | Financiën |
| F.G. (Franciscus) van Bloemen Waanders                | conservatieven na 1848                              | Heemskerk Azn. | Koloniën |
| S.A. (Stef) Blok                                      | VVD                                                 | Rutte II Rutte III | Wonen en Rijksdienst Veiligheid en Justitie a.i. Binnenlandse Zaken en Koninkrijksrelaties a.i. Veiligheid en Justitie Buitenlandse Zaken Economische Zaken en Klimaat                                                                                                   |
| P. (Pieter) Blussé van Oud-Alblas                     | liberaal                                            | Thorbecke III | Financiën |
| Ch.W. (Christiaan) Bodenhausen                        | partijloze liberaal                                 | Colijn V | Financiën |
| H. (Hendrik) van Boeijen                              | CHU                                                 | Colijn IV Colijn V De Geer II Gerbrandy I Gerbrandy II                                                                       | Binnenlandse Zaken Algemene Zaken a.i. Defensie a.i. Binnenlandse Zaken Algemene Zaken a.i. Oorlog a.i. Algemene Zaken Binnenlandse Zaken a.i. |
| H.A. (Hans) de Boer                                   | CDA                                                 | Van Agt III | Cultuur, Recreatie en Maatschappelijk werk |
| M. (Margreeth) de Boer                                | PvdA                                                | Kok I | Volkshuisvesting, Ruimtelijke Ordening en Milieubeheer |
| R.H. (Roelf) de Boer                                  | LPF                                                 | Balkenende I | Verkeer en Waterstaat Vicepremier |
| J. (Jaap) Boersma                                     | ARP                                                 | Biesheuvel I Biesheuvel II Den Uyl                                                                                           | Sociale Zaken Landbouw en Visserij Sociale Zaken |
| C. (Kees) Boertien                                    | ARP                                                 | Biesheuvel I Biesheuvel II                                                                                                   | zonder Portefeuille (Ontwikkelingssamenwerking) |
| C.G.W.H. (Carel) baron van Boetzelaer van Oosterhout  | partijloos                                          | Beel I | Buitenlandse Zaken |
| P.C.W.M. (Pieter) Bogaers                             | KVP                                                 | Marijnen Cals | Volkshuisvesting en Bouwnijverheid Volkshuisvesting en Ruimtelijke Ordening |
| G. (Gerrit) Bolkestein                                | VDB                                                 | De Geer II Gerbrandy I Gerbrandy II Gerbrandy III                                                                            | Onderwijs, Kunsten en Wetenschappen |
| F. (Frits) Bolkestein                                 | VVD                                                 | Lubbers II | Defensie |
| E.J. (Eduard) Bomhoff                                 | LPF                                                 | Balkenende I | Volksgezondheid, Welzijn en Sport Vicepremier |
| M.Ch.E. (Max) Bongaerts                               | Algemeene Bond (RKSP)                               | Colijn I | Waterstaat |
| H.D. (Henri) Bonhomme                                 | patriot                                             | onder Lodewijk Napoleon | Oorlog |
| G.P. (Gerardus) Booms                                 | liberaal                                            | Thorbecke III | Oorlog |
| C.H.B. (Cornelis) Boot                                | conservatief-liberaal                               | Rochussen | Justitie Zaken van de Hervormde en andere Erediensten a.i. |
| J.M. (Jim) de Booy                                    | partijloze liberaal                                 | Gerbrandy II Gerbrandy III Schermerhorn-Drees                                                                                | Scheepvaart en Visserij Marine Oorlog a.i. Scheepvaart en Visserij Marine Scheepvaart a.i. |
| E.J.H. (Eduard) Borret                                | conservatief (katholiek)                            | Van Zuylen van Nijevelt | Justitie |
| E. (Els) Borst-Eilers                                 | D66                                                 | Kok I Kok II | Volksgezondheid, Welzijn en Sport Vicepremier |
| W. (Wouter) Bos                                       | PvdA                                                | Balkenende IV | Financiën Vicepremier |
| N. (Nicolaas) Bosboom                                 | oud- of vrije liberalen                             | Cort van der Linden | Oorlog |
| E.B. (Engelbertus) van den Bosch                      | technocraat                                         | De Kempenaer-Donker Curtius                                                                                                  | Koloniën Marine |
| J.A. (Johannes) van den Bosch                         | conservatieven na 1848                              | Van Zuylen van Nijevelt | Oorlog |
| J. (Johannes) graaf van den Bosch                     | conservatieven vóór 1848                            | onder Willem I | Koloniën |
| J. (Johannes) Bosscha                                 | conservatieven na 1848                              | Rochussen Van Hall-Van Heemstra                                                                                              | Zaken van de Hervormde en andere Erediensten |
| P.Ph. (Pieter) van Bosse                              | liberaal                                            | De Kempenaer-Donker Curtius Thorbecke I Rochussen Fransen van de Putte Van Bosse-Fock Thorbecke III Kappeyne van de Coppello | Financiën Zaken van de Hervormde en andere Erediensten Financiën Zaken van de Hervormde en andere Erediensten Koloniën Binnenlandse Zaken a.i. Koloniën |
| Th.H. (Theo) Bot                                      | KVP                                                 | Marijnen Cals Zijlstra | Onderwijs, Kunsten en Wetenschappen zonder Portefeuille (hulp aan ontwikkelingslanden) zonder Portefeuille (hulp aan ontwikkelingslanden) |
| B.R. (Ben) Bot                                        | CDA                                                 | Balkenende II Balkenende III                                                                                                 | Buitenlandse Zaken |
| R.H.L.M. (Roger) van Boxtel                           | D66                                                 | Kok II | zonder Portefeuille (Grotesteden- en Integratiebeleid) Binnenlandse Zaken en Koninkrijksrelaties |
| G.J.M. (Gerrit) Braks                                 | CDA                                                 | Van Agt I Lubbers I Lubbers II Lubbers III                                                                                   | Landbouw en Visserij Onderwijs en Wetenschappen Landbouw, Natuurbeheer en Visserij |
| M.L. (Mauk) de Brauw                                  | DS’70                                               | Biesheuvel I | zonder Portefeuille (Wetenschapsbeleid en Wetenschappelijk Onderwijs) |
| W.M. (Willem) de Brauw                                | Conservatieven na 1848                              | Van Lynden van Sandenburg | Koloniën |
| R. B. (Ruben) Brekelmans                              | VVD                                                 | Schoof | Defensie |
| J.R.M. (Johannes) van den Brink                       | KVP                                                 | Beel I Drees-Van Schaik Drees I                                                                                              | Economische Zaken |
| L.J. (Laurens-Jan) Brinkhorst                         | D66                                                 | Kok II Balkenende II | Landbouw, Natuurbeheer en Visserij Economische Zaken Vicepremier |
| L.C. (Elco) Brinkman                                  | CDA                                                 | Lubbers I Lubbers II | Welzijn, Volksgezondheid en Cultuur Welzijn, Volksgezondheid en Cultuur |
| L.G. (Lodewijk) Brocx                                 | liberaal                                            | Van Bosse-Fock Thorbecke III De Vries-Fransen van de Putte                                                                   | Marine Koloniën a.i. Marine Oorlog a.i. Marine Oorlog a.i. |
| A. (Arnoldus) Brocx                                   | conservatieven vóór 1848                            | onder Willem I | Koloniën a.i. |
| H. (Hans) van den Broek                               | CDA                                                 | Lubbers I Lubbers II Lubbers III                                                                                             | Buitenlandse Zaken |
| J. (Johannes) van den Broek                           | partijloze liberaal                                 | Gerbrandy II | Financiën Handel, Nijverheid en Landbouw a.i. |
| T. (Tiemen) Brouwer                                   | KVP                                                 | Den Uyl | Landbouw en Visserij |
| J.J.L. (Justinus) van der Brugghen                    | antirevolutionair vóór 1894                         | Van der Brugghen | Justitie |
| A.C. (Adrianus) de Bruijn                             | KVP                                                 | Drees II | Publiekrechtelijke Bedrijfsorganisatie |
| T.J.A.M. (Tom) de Bruijn                              | D66                                                 | Rutte III | Buitenlandse Handel en Ontwikkelingssamenwerking Buitenlandse Zaken a.i. |
| B.J. (Bruno) Bruins                                   | VVD                                                 | Rutte III | Medische Zorg |
| E. E. W. (Eppo) Bruins                                | NSC                                                 | Schoof | Onderwijs, Cultuur en Wetenschap |
| H.G.J. (Hanke) Bruins Slot                            | CDA                                                 | Rutte IV | Binnenlandse Zaken en Koninkrijksrelaties |
| P. (Piet) Bukman                                      | CDA                                                 | Lubbers II Lubbers III | zonder Portefeuille (Ontwikkelingssamenwerking) Defensie Landbouw, Natuurbeheer en Visserij |
| J.A.W. (Jacobus) Burger                               | SDAP                                                | Gerbrandy II | zonder Portefeuille (terugkeerbeleid) Binnenlandse Zaken |
| C. (Cornelis) van den Bussche                         | partijloze liberaal                                 | Colijn V | Koloniën |
| M. (Jet) Bussemaker                                   | PvdA                                                | Rutte II | Onderwijs, Cultuur en Wetenschap |
| J.A.M. (Johannes) van Buuren                          | partijloze liberaal                                 | Colijn IV | Waterstaat |
| W.B. (Willem) Buys                                    | patriot                                             | onder Uitvoerend Bewind | Buitenlandse Zaken (agentschap) |
| J.M.L.Th. (Jo) Cals                                   | KVP                                                 | Drees II Drees III Beel II De Quay Cals                                                                                      | Onderwijs, Kunsten en Wetenschappen Algemene Zaken |
| J.J. (Jacob) Cambier                                  | patriot                                             | onder Uitvoerend Bewind onder Lodewijk Napoleon                                                                              | Oorlog (agentschap) Justitie en Politie a.i. Justitie en Politie Indië en Koophandel Oorlog a.i. Oorlog |
| G.A.G.Ph. (Godert) baron van der Capellen             | orangist, conservatieven vóór 1848                  | onder Lodewijk Napoleon onder soever. vorst Willem onder Willem I                                                            | Eredienst en Binnenlandse Zaken Koloniën en Koophandel Secretaris van Staat |
| E.A.O. (Eduard) de Casembroot                         | conservatieven na 1848                              | Rochussen Van Hall-Van Heemstra Van Zuylen van Nijevelt-Van Heemstra                                                         | Oorlog |
| G.G. (Gerard) Clifford                                | regeringsgezind                                     | onder Willem I | Waterstaat, Nationale Nijverheid en Koloniën Nationale Nijverheid en Koloniën |
| W.J. (William) Cohen Stuart                           | liberaal                                            | De Meester | Marine |
| H. (Hendrikus) Colijn                                 | ARP                                                 | Heemskerk Ruijs de Beerenbrouck II Colijn I Colijn II Colijn III Colijn IV Colijn V                                          | Oorlog Marine a.i. Financiën Koloniën a.i. Koloniën Economische Zaken a.i. Waterstaat a.i. Koloniën Defensie a.i. Buitenlandse Zaken a.i. Algemene Zaken Financiën a.i. Algemene Zaken Economische Zaken a.i.                                                            |
| P.C.Gh. (Patrice) ridder de Coninck                   | conservatieven vóór 1848                            | onder Willem I | Binnenlandse Zaken , Waterstaat en Publieke Werken Binnenlandse Zaken, Waterstaat en >Onderwijs Binnenlandse Zaken Buitenlandse Zaken |
| W. (Wouter) Cool                                      | partijloos                                          | Heemskerk | Oorlog |
| J.P. (Jean Pierre) Cornets de Groot van Kraaijenburg  | conservatief-liberaal                               | Van Hall-Van Heemstra | Koloniën |
| P.W.A. (Pieter) Cort van der Linden                   | partijloze liberaal                                 | Pierson Cort van der Linden                                                                                                  | Justitie Binnenlandse Zaken Buitenlandse Zaken a.i. |
| E.Ch.G.Gh. (Edmond) de la Coste                       | conservatieven vóór 1848                            | onder Willem I | Binnenlandse Zaken |
| J. (Jacqueline) Cramer                                | PvdA                                                | Balkenende IV | Volkshuisvesting, Ruimtelijke Ordening en Milieubeheer |
| J.Th. (Jacob) Cremer                                  | Liberale Unie                                       | Pierson | Koloniën |
| E.J.J.B. (Epimachus) Cremers                          | liberaal                                            | Thorbecke II Fransen van de Putte                                                                                            | Buitenlandse Zaken |
| C.I. (Ien) Dales                                      | PvdA                                                | Lubbers III | Binnenlandse Zaken |
| M.P.A. (Marcel) van Dam                               | PvdA                                                | Van Agt II | Volkshuisvesting en Ruimtelijke Ordening |
| M.H. (Marinus) Damme                                  | partijloze liberaal                                 | Colijn V | Sociale Zaken |
| L.N. (Laurentius) Deckers                             | RKSP                                                | Ruijs de Beerenbrouck III Colijn II Colijn III                                                                               | Defensie Landbouw en Visserij |
| W.K. (Willem) baron van Dedem                         | Van Tienhoven                                       | Koloniën | |
| W.J. (Wim) Deetman                                    | CDA                                                 | Van Agt III Lubbers I Lubbers II                                                                                             | Onderwijs en Wetenschappen |
| S. (Sander) Dekker                                    | VVD                                                 | Rutte III | Rechtsbescherming |
| S.M. (Sybilla) Dekker                                 | VVD                                                 | Balkenende II Balkenende III                                                                                                 | Volkshuisvesting, Ruimtelijke Ordening en Milieubeheer |
| A. (Albertus) van Delden                              | liberaal                                            | De Vries-Fransen van de Putte                                                                                                | Financiën |
| F.A.Th. (Félix) Delprat                               | liberaal                                            | Thorbecke III | Oorlog |
| I.A. (Isaac) Diepenhorst                              | ARP                                                 | Cals Zijlstra | Onderwijs en Wetenschappen |
| J.J.C. (Jannes) van Dijk                              | ARP                                                 | Ruijs de Beerenbrouck I Ruijs de Beerenbrouck II Colijn IV Colijn V                                                          | Oorlog Marine Oorlog Defensie |
| C.P. (Kees) van Dijk                                  | CDA                                                 | Van Agt II Van Agt III Lubbers II                                                                                            | zonder Portefeuille (Ontwikkelingssamenwerking) Binnenlandse Zaken minister (niet belast met een departement) Binnenlandse Zaken |
| R.H. (Robbert) Dijkgraaf                              | D66                                                 | Rutte IV | Onderwijs, Cultuur en Wetenschap |
| H.F. (Hans) Dijkstal                                  | VVD                                                 | Kok I | Binnenlandse Zaken Vicepremier |
| J.R.V.A. (Jeroen) Dijsselbloem                        | PvdA                                                | Rutte II | Financiën |
| A.Q.H. (Adriaan) Dijxhoorn                            | partijloos                                          | De Geer II Gerbrandy I | Defensie |
| P.J.A.M. (Pieter) van der Does de Willebois           | conservatief (katholiek)                            | Heemskerk-Van Lynden van Sandenburg Heemskerk Azn.                                                                           | Buitenlandse Zaken |
| L.A. (Leendert) Donker                                | PvdA                                                | Drees II | Justitie |
| D. (Dirk) Donker Curtius                              | liberaal                                            | Schimmelpenninck De Kempenaer-Donker Curtius Van Hall-Donker Curtius                                                         | Justitie |
| J. (Jan) Donner                                       | ARP                                                 | De Geer I Ruijs de Beerenbrouck III                                                                                          | Justitie |
| J.P.H. (Piet Hein) Donner                             | CDA                                                 | Balkenende I Balkenende II Balkenende III Balkenende IV Rutte I                                                              | Justitie Sociale Zaken en Werkgelegenheid Binnenlandse Zaken en Koninkrijksrelaties |
| E.C.U. (Elisa) van Doorn                              | conservatieven na 1848                              | Van Hall-Donker Curtius | Financiën Zaken van de Hervormde en andere Erediensten |
| H.W. (Harry) van Doorn                                | PPR                                                 | Den Uyl | Cultuur, Recreatie en Maatschappelijk werk |
| H.J. (Hendrik) baron van Doorn van Westcapelle        | conservatieven vóór 1848                            | onder Willem I onder Willem II                                                                                               | Binnenlandse Zaken a.i. Binnenlandse Zaken Secretaris van Staat |
| W. (Willem) Drees                                     | SDAP, PvdA                                          | Schermerhorn-Drees Beel I Drees-Van Schaik Drees I Drees II Drees III                                                        | Sociale Zaken Algemene Zaken Uniezaken en Overzeese Rijksdelen a.i. Financiën a.i. Algemene Zaken |
| W. (Willem) Drees jr.                                 | DS’70                                               | Biesheuvel I | Verkeer en Waterstaat |
| W.F. (Wim) Duisenberg                                 | PvdA                                                | Den Uyl | Financiën |
| H. (Hendrik) Dyserinck                                | conservatieven na 1848                              | Mackay | Marine |
| W.F. (Wim) van Eekelen                                | VVD                                                 | Lubbers II | Defensie |
| D.J. (Dominique) de Eerens                            | conservatieven vóór 1848                            | onder Willem I | Oorlog |
| K. (Kornelis) Eland                                   | Liberale Unie                                       | Pierson | Oorlog Marine a.i. |
| A.G. (Abraham) Ellis                                  | partijloos                                          | Kuyper | Marine Buitenlandse Zaken a.i. Buitenlandse Zaken a.i. |
| C.Th. (Cornelis) Elout                                | conservatieven vóór 1848                            | onder Willem I | Financiën Nationale Nijverheid en Koloniën Marine en Koloniën |
| H.J. (Hendrik) Enderlein                              | technocraat                                         | Heemskerk-Van Lynden van Sandenburg                                                                                          | Oorlog |
| P.J. (Piet) Engels                                    | KVP                                                 | Biesheuvel I Biesheuvel II                                                                                                   | Cultuur, Recreatie en Maatschappelijk werk Cultuur, Recreatie en Maatschappelijk werk |
| I.K. (Ingrid) van Engelshoven                         | D66                                                 | Rutte III | Onderwijs, Cultuur en Wetenschap |
| A. (Adriaan) Engelvaart                               | liberaal                                            | Thorbecke III | Oorlog |
| J. (James) Enslie                                     | technocraat                                         | Thorbecke I Van Hall-Donker Curtius                                                                                          | Marine |
| W.F. (Willem) van Erp Taalman Kip                     | technocraat                                         | De Vries-Fransen van de Putte Heemskerk-Van Lynden van Sandenburg Van Lynden van Sandenburg Heemskerk Azn.                   | Marine Oorlog a.i. Oorlog a.i. Marine Koloniën a.i. Marine |
| C. (Camiel) Eurlings                                  | CDA                                                 | Balkenende IV | Verkeer en Waterstaat |
| M. H. M. (Marjolein) Faber                            | PVV                                                 | Schoof | Asiel en Migratie |
| A.R. (Anton) Falck                                    | conservatieven vóór 1848                            | onder soever. vorst Willem onder Willem I                                                                                    | Secretaris van Staat Publiek Onderwijs, Nationale Nijverheid en Koloniën |
| A.H.J.L. (Alexander) Fiévez                           | KVP                                                 | Beel I | Oorlog Marine a.i. Marine a.i. |
| C. (Cornelis) Fock                                    | liberaal                                            | Van Bosse-Fock | Binnenlandse Zaken |
| D. (Dirk) Fock                                        | Liberale Unie                                       | De Meester | Koloniën |
| H.F.Ch. (Hendrik) baron Forstner van Dambenoy         | conservatieven na 1848                              | Thorbecke I Van Hall-Donker Curtius Van der Brugghen                                                                         | Oorlog Marine a.i. Oorlog |
| I.D. (Isaäc) Fransen van de Putte                     | liberaal                                            | Thorbecke II Fransen van de Putte De Vries-Fransen van de Putte                                                              | Koloniën Marine a.i. |
| W.F.K. (Frederik) van Oranje-Nassau                   | (-)                                                 | onder Willem I | Oorlog |
| J.Th. (Johan) Furstner                                | partijloze conservatief                             | Gerbrandy II | Marine |
| W.F. (Wilhelm) de Gaay Fortman                        | ARP                                                 | Den Uyl | Binnenlandse Zaken Surinaams en Antilliaanse Zaken Antilliaanse Zaken Justitie Vicepremier |
| M.H.M.F. (Til) Gardeniers-Berendsen                   | CDA                                                 | Van Agt I Van Agt II Van Agt III                                                                                             | Cultuur, Recreatie en Maatschappelijk werk Volksgezondheid en Milieuhygiëne Volksgezondheid en Milieuhygiëne |
| D.J. (Dirk Jan) de Geer                               | CHU                                                 | Ruijs de Beerenbrouck I Ruijs de Beerenbrouck II Colijn I De Geer I Ruijs de Beerenbrouck III De Geer II                     | Financiën Binnenlandse Zaken en Landbouw Financiën Algemene Zaken a.i. |
| F.L. (Frederik) Geerling                              | conservatieven na 1848                              | Heemskerk Azn. | Marine |
| W.J. (Molly) Geertsema                                | VVD                                                 | Biesheuvel I Biesheuvel II                                                                                                   | Binnenlandse Zaken Viceminister-president Binnenlandse Zaken Viceminister-president Surinaams en Antilliaanse Zaken |
| J.H. (Johan) Geertsema Czn.                           | liberaal                                            | Fransen van de Putte De Vries-Fransen van de Putte                                                                           | Binnenlandse Zaken |
| H.C.J.H. (Henri) Gelissen                             | RKSP                                                | Colijn II Colijn III | Economische Zaken |
| A. (Arnoldus) van Gennep                              | conservatieven vóór 1848                            | onder Willem I | Financiën a.i. Financiën a.i. |
| C.E.G. (Karien) van Gennip                            | CDA                                                 | Rutte IV | Sociale Zaken en Werkgelegenheid |
| P.S. (Pieter) Gerbrandy                               | ARP                                                 | De Geer II Gerbrandy I Gerbrandy II Gerbrandy III                                                                            | Justitie Koloniën a.i. Koloniën Algemene oorlogsvoering Justitie a.i. |
| W.L.A. (Willem) Gericke                               | conservatieven na 1848                              | Heemskerk Azn. | Marine |
| J.L.H.A. (Louis) baron Gericke van Herwijnen          | liberaal                                            | Thorbecke III De Vries-Fransen van de Putte                                                                                  | Buitenlandse Zaken |
| A.J. (Aart Jan) de Geus                               | CDA                                                 | Balkenende I Balkenende II Balkenende III                                                                                    | Sociale Zaken en Werkgelegenheid Volksgezondheid, Welzijn en Sport Sociale Zaken en Werkgelegenheid |
| P.B.R. (Pieter) de Geus                               | CDA                                                 | Van Agt I | Defensie |
| D.Th. (Daniël) Gevers van Endegeest                   | conservatieven na 1848                              | Van der Brugghen | Buitenlandse Zaken |
| J.J. (Jos) Gielen                                     | KVP                                                 | Beel I | Onderwijs, Kunsten en Wetenschappen |
| A. (Anton) van Gijn                                   | oud- of vrije liberalen                             | Cort van der Linden | Financiën |
| L. (Leendert) Ginjaar                                 | VVD                                                 | Van Agt I | Volksgezondheid en Milieuhygiëne zonder Portefeuille (Wetenschapsbeleid) |
| J.H. (Johannes) Gispen                                | ARP                                                 | Gerbrandy III | Handel, Nijverheid en Landbouw |
| J.G. (Johan) Gleichman                                | liberaal                                            | Kappeyne van de Coppello | Financiën |
| P.L.J.S. (Pierre) van Gobbelschroy                    | conservatieven vóór 1848                            | onder Willem I | Binnenlandse Zaken Waterstaat, Nationale Nijverheid en Koloniën |
| M.H. (Michel) Godefroi                                | liberaal                                            | Van Hall-Van Heemstra Van Zuylen van Nijevelt-Van Heemstra                                                                   | Justitie |
| K.A. (Karel) Godin de Beaufort                        | ARP                                                 | Mackay | Financiën |
| H. (Hendrik) Goeman Borgesius                         | Liberale Unie                                       | Pierson | Binnenlandse Zaken |
| L.N. (Louis Napoleon) baron van der Goes van Dirxland | conservatieven na 1848                              | Van Hall-Van Heemstra | Buitenlandse Zaken |
| M. (Maarten) baron van der Goes van Dirxland          | patriot                                             | onder Uitvoerend Bewind onder het Staatsbewind onder Schimmelpenninck onder Lodewijk Napoleon                                | Buitenlandse Zaken (agentschap) Buitenlandse Zaken |
| I.J.A. (Alexander) Gogel                              | patriot                                             | onder Uitvoerend Bewind onder Schimmelpenninck onder Lodewijk Napoleon                                                       | Financiën (agentschap) Financiën Binnenlandse Zaken a.i. |
| J. (Johannes) baron Goldberg                          | unitariër, conservatieven vóór 1848                 | onder Uitvoerend Bewind onder soever. vorst Willem onder Willem I                                                            | Nationale Economie (agentschap) Koloniën en Koophandel a.i. Koloniën en Koophandel a.i. |
| J.K. (Jan Karel) baron van Goltstein                  | conservatief-liberaal                               | Rochussen | Buitenlandse Zaken |
| W. (Willem) baron van Goltstein van Oldenaller        | conservatieven na 1848                              | Heemskerk-Van Lynden van Sandenburg Van Lynden van Sandenburg                                                                | Koloniën |
| F.A. (Friedrich) graaf van der Goltz                  | conservatieven vóór 1848                            | onder Willem I | Oorlog |
| C.M.J.F. (Carolus) Goseling                           | RKSP                                                | Colijn IV | Justitie |
| L. (Lubbertus) Götzen                                 | partijloze a.r.                                     | Beel I Drees-Van Schaik | zonder Portefeuille (Overzeese Gebiedsdelen) zonder Portefeuille (Overzeese Gebiedsdelen) |
| M.J.F.Gh. (Melchior) baron Goubau d'Hovorst           | liberaal                                            | onder Willem I | Zaken der rooms-katholieke Eredienst |
| L. (Louw) de Graaf                                    | CDA                                                 | Van Agt III Lubbers II | Sociale Zaken en Werkgelegenheid |
| Th.C. (Thom) de Graaf                                 | D66                                                 | Balkenende II | Vicepremier zonder Portefeuille (Bestuurlijke vernieuwing en Koninkrijksrelaties) |
| S. (Simon) de Graaff                                  | conservatief (protestants)                          | Ruijs de Beerenbrouck I Ruijs de Beerenbrouck II Ruijs de Beerenbrouck III                                                   | Koloniën |
| D.IJ.W. (Dieuwke) de Graaff-Nauta                     | CDA                                                 | Lubbers III | Binnenlandse Zaken |
| A.C.D. (Andries) de Graeff                            | partijloze liberaal                                 | Colijn II Colijn III | Buitenlandse Zaken |
| F.B.J. (Ferdinand) Grapperhaus                        | CDA                                                 | Rutte III | Justitie en Veiligheid |
| F.H.G. (Frank) de Grave                               | VVD                                                 | Kok II | Defensie |
| W.J.L. (Willem) Grobbée                               | conservatieven na 1848                              | Heemskerk Azn. | Financiën |
| J.P.A. (Hans) Gruijters                               | D66                                                 | Den Uyl | Volkshuisvesting en Ruimtelijke Ordening |
| F.A. (Floris) baron van Hall                          | moderaat, conservatief-liberaal                     | onder Willem II Van Hall-Donker Curtius Van Hall-Van Heemstra                                                                | Justitie Financiën a.i. Financiën Buitenlandse Zaken Zaken der rooms-katholieke Eredienst a.i. Financiën a.i. Buitenlandse Zaken a.i. Financiën Buitenlandse Zaken a.i.                                                                                                  |
| M.G.J. (Mark) Harbers                                 | VVD                                                 | Rutte IV | Infrastructuur en Waterstaat |
| J.J.I. (Joannes) Harte van Tecklenburg                | rooms-katholieken                                   | Kuyper | Financiën |
| C. (Cornelis) Hartsen                                 | conservatieven na 1848                              | Mackay | Buitenlandse Zaken |
| J.J. (Johannes) Hasselman                             | conservatieven na 1848                              | Van Zuylen van Nijevelt | Koloniën |
| J.P. (Jacob) Havelaar                                 | ARP                                                 | Mackay | Waterstaat, Handel en Nijverheid |
| W. (Willem) baron van Heeckeren van Kell              | liberaal                                            | Kappeyne van de Coppello | Buitenlandse Zaken |
| Th. (Theodorus) Heemskerk                             | ARP                                                 | Heemskerk Ruijs de Beerenbrouck I Ruijs de Beerenbrouck II                                                                   | Binnenlandse Zaken Koloniën a.i. Justitie a.i. Justitie a.i. Justitie |
| J. (Jan) Heemskerk Azn.                               | conservatieven na 1848                              | Van Zuylen van Nijevelt Heemskerk-Van Lynden van Sandenburg Heemskerk Azn.                                                   | Binnenlandse Zaken Justitie a.i. Binnenlandse Zaken |
| S. (Schelto) baron van Heemstra                       | liberaal                                            | De Kempenaer-Donker Curtius Van Hall-Van Heemstra Van Zuylen van Nijevelt-Van Heemstra                                       | Zaken van de Hervormde en andere Erediensten a.i. Zaken van de Hervormde en andere Erediensten a.i. Binnenlandse Zaken |
| H.J. (Hendrik) van der Heim                           | conservatieven na 1848                              | Heemskerk-Van Lynden van Sandenburg                                                                                          | Financiën |
| P. (Paulus) van der Heim                              | patriot                                             | onder Lodewijk Napoleon | Indië en Koophandel Marine en Koloniën |
| J.A. (Johan) baron van der Heim van Duivendijke       | conservatieven vóór 1848                            | onder Willem II | Financiën Binnenlandse Zaken a.i. Binnenlandse Zaken |
| E. (Eelco) Heinen                                     | VVD                                                 | Schoof | Financiën |
| H.Ph.J.B. (Herman) Heinsbroek                         | LPF                                                 | Balkenende I | Economische Zaken |
| C. (Conny) Helder                                     | VVD                                                 | Rutte IV | Langdurige Zorg en Sport |
| G.Ph. (Gerardus) Helders                              | CHU                                                 | Drees III Beel II | Zaken Overzee |
| J.A. (Jeanine) Hennis-Plasschaert                     | VVD                                                 | Rutte II | Defensie |
| E.L. (Eveline) Herfkens                               | PvdA                                                | Kok II | zonder Portefeuille (Ontwikkelingssamenwerking) |
| L.M.L.H.A. (Loek) Hermans                             | VVD                                                 | Kok II | Onderwijs, Cultuur en Wetenschap(pen) |
| S. T. M. (Sophie) Hermans                             | VVD                                                 | Schoof | Klimaat en Groene Groei 2de vicepremier |
| G.J. (Gerrit Jan) van Heuven Goedhart                 | partijloos                                          | Gerbrandy II | Justitie |
| E. (Eddy) van Hijum                                   | NSC                                                 | Schoof | Sociale Zaken en Werkgelegenheid 3de vicepremier |
| J.S.J. (Hans) Hillen                                  | CDA                                                 | Rutte I | Defensie |
| E.M.H. (Ernst) Hirsch Ballin                          | CDA                                                 | Lubbers III Balkenende IV | Justitie Antilliaanse en Arubaanse Zaken Binnenlandse Zaken Justitie |
| W.B. (Wopke) Hoekstra                                 | CDA                                                 | Rutte III Rutte IV | Financiën Buitenlandse Zaken Vicepremier |
| M.J.A. (Maria) van der Hoeven                         | CDA                                                 | Balkenende I Balkenende II Balkenende III Balkenende IV                                                                      | Onderwijs, Cultuur en Wetenschap(pen) Economische Zaken |
| H.J. (Hendrik Jan) Hofstra                            | PvdA                                                | Drees III | Financiën |
| G.K. (Gijsbert) graaf van Hogendorp                   | Orangist                                            | onder soever. vorst Willem                                                                                                   | Buitenlandse Zaken |
| D. (Dirk) van Hogendorp                               | patriot                                             | onder Lodewijk Napoleon | Oorlog a.i. Oorlog |
| J.F.R. (Johan) van Hooff                              | patriot                                             | onder Lodewijk Napoleon | Justitie en Politie |
| J.F. (Hans) Hoogervorst                               | VVD                                                 | Balkenende I Balkenende II Balkenende III                                                                                    | Financiën Economische Zaken Volksgezondheid, Welzijn en Sport |
| J.C. (Joan) van der Hoop                              | conservatieven vóór 1848                            | onder soever. vorst Willem onder Willem I                                                                                    | Marine Koloniën en Koophandel a.i. Marine |
| J.G. (Jaap) de Hoop Scheffer                          | CDA                                                 | Balkenende I Balkenende II                                                                                                   | Buitenlandse Zaken |
| G. (Guusje) ter Horst                                 | PvdA                                                | Balkenende IV | Binnenlandse Zaken en Koninkrijksrelaties |
| S. (Samuel) van Houten                                | oud- of vrije liberalen                             | Röell | Binnenlandse Zaken |
| A.W.J.J. (Alexander) baron van Hugenpoth tot Aerdt    | conservatieven vóór 1848                            | onder Lodewijk Napoleon | Justitie en Politie |
| C.G. (Carel) Hultman                                  | patriot                                             | onder het Staatsbewind onder Schimmelpenninck                                                                                | Secretaris van Staat |
| G.W.M. (Gerardus) Huysmans                            | RKSP, KVP                                           | Gerbrandy III Beel I | Financiën Economische Zaken |
| W.J.C. (Willem) ridder Huyssen van Kattendijke        | liberaal                                            | Van Zuylen van Nijevelt-Van Heemstra Thorbecke II                                                                            | Marine Buitenlandse Zaken a.i. |
| J.W. (Jan Willem) baron Huyssen van Kattendijke       | conservatieven vóór 1848                            | onder Willem II | Buitenlandse Zaken |
| A.W.F. (Alexander) Idenburg                           | ARP                                                 | Kuyper Heemskerk Ruijs de Beerenbrouck I                                                                                     | Koloniën |
| H.A. (Hendrik) van IJsselsteyn                        | partijloze c.h.                                     | Ruijs de Beerenbrouck I | Landbouw, Nijverheid en Handel Marine a.i. |
| H.L. (Hendrik) s'Jacob                                | partijloze c.h.                                     | Drees-Van Schaik | Oorlog Marine |
| J.C. (Jan Kees) de Jager                              | CDA                                                 | Rutte I | Financiën |
| J.C. (Joannes) Jansen                                 | Liberale Unie                                       | Van Tienhoven Pierson | Marine Buitenlandse Zaken a.i. Marine Oorlog a.i. |
| J.W. (Jan) Janssens                                   | patriot, conservatieven vóór 1848                   | onder Lodewijk Napoleon onder soever. vorst Willem onder Willem I                                                            | Oorlog |
| R.A.A. (Rob) Jetten                                   | D66                                                 | Rutte IV | Klimaat en Energie |
| A.M. (Dolf) Joekes                                    | PvdA                                                | Drees-Van Schaik Drees I | Sociale Zaken en Volksgezondheid |
| J.A. (Jolle) Jolles                                   | liberaal                                            | Van Zuylen van Nijevelt-Van Heemstra Thorbecke II Thorbecke III                                                              | Zaken van de Hervormde en andere Erediensten Justitie |
| P.J.S. (Piet) de Jong                                 | KVP                                                 | Marijnen Cals Zijlstra Kabinet-De Jong                                                                                       | Defensie Algemene Zaken Economische Zaken a.i. |
| B.C. (Bonifacius) de Jonge                            | CHU                                                 | Cort van der Linden | Oorlog Marine a.i. |
| H.M. (Hugo) de Jonge                                  | CDA                                                 | Rutte III Rutte IV | Volksgezondheid, Welzijn en Sport Vicepremier Volkshuisvesting en Ruimtelijke Ordening |
| M.W. (Marinus) de Jonge van Campensnieuwland          | conservatieven vóór 1848                            | onder Willem II | Justitie a.i. Justitie |
| J.A. (Jan Anne) Jonkman                               | PvdA                                                | Beel I | Overzeese Gebiedsdelen |
| A. (Annemarie) Jorritsma-Lebbink                      | VVD                                                 | Kok I Kok II | Verkeer en Waterstaat Economische Zaken Vicepremier |
| S.A.M. (Sigrid) Kaag                                  | D66                                                 | Rutte III Rutte IV | Buitenlandse Handel en Ontwikkelingssamenwerking Buitenlandse Zaken Financiën Vicepremier |
| W. (Willem) van der Kaay                              | oud- of vrije liberalen                             | Röell | Justitie |
| J.A. (Jacob Adriaan) Kalff                            | Vrijheidsbond                                       | Colijn II | Waterstaat |
| H.G.J. (Henk) Kamp                                    | VVD                                                 | Balkenende I Balkenende II Balkenende III Rutte I Rutte II Rutte III                                                         | Volkshuisvesting, Ruimtelijke Ordening en Milieubeheer Defensie Sociale Zaken en Werkgelegenheid Economische Zaken Defensie |
| J.B. (Johannes) Kan                                   | partijloze liberaal                                 | De Geer I | Binnenlandse Zaken en Landbouw |
| J. (Jan) Kappeyne van de Coppello                     | liberaal                                            | Kappeyne van de Coppello | Binnenlandse Zaken |
| A.P.C. (Abraham) van Karnebeek                        | conservatief-liberaal                               | Heemskerk Azn. | Buitenlandse Zaken |
| H.A. (Herman) van Karnebeek                           | partijloze liberaal                                 | Ruijs de Beerenbrouck I Ruijs de Beerenbrouck II Colijn I De Geer I                                                          | Buitenlandse Zaken |
| M. C. G. (Mona) Keijzer                               | BBB                                                 | Schoof | Volkshuisvesting en Ruimtelijke Ordening 4de vicepremier |
| J.A. (Jos) van Kemenade                               | PvdA                                                | Den Uyl Van Agt II | Onderwijs en Wetenschappen |
| J.M. (Jacobus) de Kempenaer                           | conservatief-liberaal                               | Schimmelpenninck De Kempenaer-Donker Curtius                                                                                 | Binnenlandse Zaken |
| W.J.A. (Willem) Kernkamp                              | CHU                                                 | Drees II | Uniezaken en Overzeese Rijksdelen Overzeese Rijksdelen |
| P.A. (Petrus) Kerstens                                | RKSP                                                | Gerbrandy II | Handel, Nijverheid en Scheepvaart Landbouw en Visserij |
| L.W.Ch. (Levinus) Keuchenius                          | ARP                                                 | Mackay | Koloniën |
| J. (Johan) van de Kieft                               | PvdA                                                | Drees II | Financiën |
| Ch.A. (Chris) van der Klaauw                          | VVD                                                 | Van Agt I | Buitenlandse Zaken |
| E.N. (Eelco) van Kleffens                             | partijloos                                          | De Geer II Gerbrandy I Gerbrandy II Gerbrandy III Schermerhorn-Drees Beel I                                                  | Buitenlandse Zaken zonder Portefeuille (Buitenlandse Zaken) zonder Portefeuille (Buitenlandse Zaken) |
| G.J.G. (Guillaume) Klerck                             | conservatief-liberaal                               | Heemskerk-Van Lynden van Sandenburg Van Lynden van Sandenburg                                                                | Oorlog Waterstaat, Handel en Nijverheid |
| R. J. (Reinette) Klever                               | PVV                                                 | Schoof | Buitenlandse Zaken |
| A. (Ab) Klink                                         | CDA                                                 | Balkenende IV | Volksgezondheid, Welzijn en Sport |
| M.A.M. (Marga) Klompé                                 | KVP                                                 | Drees III Beel II De Quay Zijlstra Kabinet-De Jong                                                                           | Maatschappelijk Werk Cultuur, Recreatie en Maatschappelijk werk Cultuur, Recreatie en Maatschappelijk werk |
| H.P.M. (Ben) Knapen                                   | CDA                                                 | Rutte III | Buitenlandse Zaken |
| R.W. (Raymond) Knops                                  | CDA                                                 | Rutte III | Binnenlandse Zaken en Koninkrijksrelaties a.i. |
| H.M. (Hendrik) baron de Kock                          | conservatieven vóór 1848                            | onder Willem I onder Willem II                                                                                               | Binnenlandse Zaken |
| A.G. (Bert) Koenders                                  | PvdA                                                | Balkenende IV Rutte II | zonder portefeuille (Ontwikkelingssamenwerking) Buitenlandse Zaken |
| W. (Wim) Kok                                          | PvdA                                                | Lubbers III Kok I Kok II | Financiën Vicepremier Algemene Zaken |
| H.A.M.T. (Hans) Kolfschoten                           | RKSP, KVP                                           | Schermerhorn-Drees | Justitie |
| M.J.C.M. (Maximilien) Kolkman                         | Algemeene Bond (RKSP)                               | Heemskerk | Financiën |
| A.A.H.W. (Adrianus) König                             | Algemeene Bond (RKSP)                               | Ruijs de Beerenbrouck I | Waterstaat |
| J. (Jan) de Koning                                    | CDA                                                 | Van Agt I Van Agt II Van Agt III Lubbers I Lubbers II                                                                        | zonder Portefeuille (Ontwikkelingssamenwerking) Defensie a.i. Landbouw en Visserij Antilliaanse Zaken Sociale Zaken en Werkgelegenheid Antilliaanse Zaken Sociale Zaken en Werkgelegenheid Antilliaanse Zaken Binnenlandse Zaken Sociale Zaken en Werkgelegenheid        |
| J.Ch. (Jacob Christiaan) Koningsberger                | partijloos                                          | De Geer I | Koloniën |
| P.H. (Pieter) Kooijmans                               | CDA                                                 | Lubbers III | Buitenlandse Zaken |
| A. (Arthur) Kool                                      | Liberale Unie                                       | Pierson | Oorlog |
| D.A.P.N. (Dionysius) Koolen                           | Algemeene Bond (RKSP)                               | Colijn I | Arbeid, Handel en Nijverheid |
| W. (Wouter) Koolmees                                  | D66                                                 | Rutte III | Sociale Zaken en Werkgelegenheid |
| Th. (Theodorus) van Kooten                            | patriot                                             | onder Uitvoerend Bewind | Nationale Opvoeding (agentschap) |
| R.W. (Rudolf) de Korte                                | VVD                                                 | Lubbers I Lubbers II | Binnenlandse Zaken Economische Zaken Vicepremier |
| H.A. (Henk) Korthals                                  | VVD                                                 | De Quay | Verkeer en Waterstaat Vicepremier Zaken Overzee Surinaams en Antilliaanse Zaken |
| A.H. (Benk) Korthals                                  | VVD                                                 | Kok II Balkenende I | Justitie Defensie |
| F. (Frits) Korthals Altes                             | VVD                                                 | Lubbers I Lubbers II | Justitie Binnenlandse Zaken a.i. Justitie |
| H.J. (Hans) de Koster                                 | VVD                                                 | Biesheuvel I Biesheuvel II                                                                                                   | Defensie |
| A. (Aad) Kosto                                        | PvdA                                                | Lubbers III | Justitie |
| J. (Jacob) Kraus                                      | Liberale Unie                                       | De Meester | Waterstaat, Handel en Nijverheid Waterstaat |
| C.R.Th. (Cornelis) Krayenhoff                         | patriot                                             | onder Lodewijk Napoleon | Oorlog |
| N. (Neelie) Kroes                                     | VVD                                                 | Lubbers I Lubbers II | Verkeer en Waterstaat |
| R.J.H. (Roelof) Kruisinga                             | CDA                                                 | Van Agt I | Defensie |
| G. (Gerhardus) Kruys                                  | partijloos                                          | Mackay Kuyper | Marine |
| E.J. (Ernst) Kuipers                                  | D66                                                 | Rutte IV | Volksgezondheid, Welzijn en Sport |
| A. (Abraham) Kuyper                                   | ARP                                                 | Kuyper | Binnenlandse Zaken |
| E.E. (Eberhard) van der Laan                          | PvdA                                                | Balkenende IV | zonder portefeuille (Wonen, Wijken en Integratie) |
| A.J. (Abram) La Pierre                                | patriot                                             | onder Uitvoerend Bewind | Inwendige Politie (agentschap) |
| J.M.J.H. (Johan) Lambooy                              | Algemeene Bond (RKSP)                               | Colijn I De Geer I | Oorlog Marine a.i. Oorlog Marine a.i. Defensie |
| H. (Harrie) Langman                                   | VVD                                                 | Biesheuvel I Biesheuvel II                                                                                                   | Economische Zaken |
| P.J. (Pierre) Lardinois                               | KVP                                                 | Kabinet-De Jong Biesheuvel I Biesheuvel II                                                                                   | Landbouw en Visserij Surinaams en Antilliaanse Zaken Landbouw en Visserij Surinaams en Antilliaanse Zaken |
| G.B.M. (Gerd) Leers                                   | CDA                                                 | Rutte I | Immigratie, Integratie en Asiel |
| G. (Gerard) van der Leeuw                             | partijloze c.h., PvdA                               | Schermerhorn-Drees | Onderwijs, Kunsten en Wetenschappen |
| C. (Cornelis) Lely                                    | Liberale Unie                                       | Van Tienhoven Pierson Cort van der Linden                                                                                    | Waterstaat, Handel en Nijverheid Waterstaat, Handel en Nijverheid Waterstaat |
| F.A. (Frédéric) van Leyden van Westbarendrecht        | patriot                                             | onder Lodewijk Napoleon | Binnenlandse Zaken |
| O.C.A. (Otto) van Lidth de Jeude                      | Vrijheidsbond                                       | Colijn II Colijn III Colijn V Gerbrandy II                                                                                   | Waterstaat Oorlog |
| P. (Piet) Lieftinck                                   | CHU, PvdA                                           | Schermerhorn-Drees Beel I Drees-Van Schaik Drees I                                                                           | Financiën |
| L.A. (Leonardus) Lightenvelt                          | conservatief (katholiek)                            | Schimmelpenninck De Kempenaer-Donker Curtius Van Hall-Donker Curtius                                                         | Zaken der rooms-katholieke Eredienst Buitenlandse Zaken Zaken der rooms-katholieke Eredienst a.i. Justitie a.i. Zaken der rooms-katholieke Eredienst |
| F.G.R.H. (Franciscus) van Lilaar                      | liberaal                                            | Van Bosse-Fock | Zaken der rooms-katholieke Eredienst Justitie |
| M.D. (Menno) graaf van Limburg Stirum                 | liberaal                                            | De Vries-Fransen van de Putte                                                                                                | Oorlog |
| L. (Leopold) graaf van Limburg Stirum                 | Orangist                                            | onder soever. vorst Willem                                                                                                   | Oorlog a.i. |
| F.C. (Frederik) List                                  | conservatieven vóór 1848                            | onder Willem II | Oorlog |
| J.A. (Johannes) Loeff                                 | rooms-katholieken                                   | Kuyper | Justitie |
| J.H.A. (Johann) Logemann                              | partijloos, PvdA                                    | Schermerhorn-Drees | Overzeese Gebiedsdelen |
| J.S. (Johannes) Lotsy                                 | liberaal                                            | Van der Brugghen Rochussen Van Hall-Van Heemstra                                                                             | Marine Koloniën a.i. Financiën a.i. |
| J. (James) Loudon                                     | liberaal                                            | Van Zuylen van Nijevelt-Van Heemstra                                                                                         | Koloniën |
| J. (John) Loudon                                      | partijloze liberaal                                 | Cort van der Linden | Buitenlandse Zaken |
| A.A. (André) van der Louw                             | PvdA                                                | Van Agt II | Cultuur, Recreatie en Maatschappelijk werk |
| R.F.M. (Ruud) Lubbers                                 | KVP, CDA                                            | Den Uyl Lubbers I Lubbers II Lubbers III                                                                                     | Economische Zaken Algemene Zaken Antilliaanse en Arubaanse Zaken |
| E. (Engelbertus) Lucas                                | technocraat                                         | Thorbecke I | Marine |
| J.M.A.H. (Joseph) Luns                                | KVP                                                 | Drees II Drees III Beel II De Quay Marijnen Cals Zijlstra Kabinet-De Jong                                                    | zonder Portefeuille (Buitenlandse Zaken) Buitenlandse Zaken |
| A.F.X. (Aloysius) Luyben                              | conservatief (katholiek)                            | Van Zuylen van Nijevelt | Zaken der rooms-katholieke Eredienst |
| L.C. (Lodewijk) Luzac                                 | liberaal                                            | Schimmelpenninck De Kempenaer-Donker Curtius                                                                                 | Binnenlandse Zaken Zaken van de Hervormde en andere Erediensten |
| C.Th. (Theo) graaf van Lynden van Sandenburg          | conservatief (protestants)                          | Van Zuylen van Nijevelt Heemskerk-Van Lynden van Sandenburg Van Lynden van Sandenburg                                        | Zaken van de Hervormde en andere Erediensten Justitie Buitenlandse Zaken Financiën a.i. Financiën |
| C.F. (Cornelis) van Maanen                            | unitariër, conservatieven vóór 1848                 | onder Lodewijk Napoleon onder Willem I onder Willem II                                                                       | Justitie en Politie Justitie |
| J.H. (Johannes) van Maarseveen                        | KVP                                                 | Beel I Drees-Van Schaik | Justitie Binnenlandse Zaken Overzeese Gebiedsdelen a.i. Overzeese Gebiedsdelen Uniezaken en Overzeese Rijksdelen Justitie a.i. Binnenlandse Zaken |
| Æ. (Æneas) baron Mackay                               | ARP                                                 | Mackay | Binnenlandse Zaken Koloniën |
| B. (Barry) Madlener                                   | PVV                                                 | Schoof | Infrastructuur en Waterstaat |
| P.Th. (Paul) van der Maesen de Sombreff               | liberaal                                            | Thorbecke II | Buitenlandse Zaken |
| J.R.H. (Hanja) Maij-Weggen                            | CDA                                                 | Lubbers III | Verkeer en Waterstaat |
| S.L. (Sicco) Mansholt                                 | SDAP, PvdA                                          | Schermerhorn-Drees Beel I Drees-Van Schaik Drees I Drees II Drees III                                                        | Voedselvoorziening, Landbouw en Visserij Landbouw, Visserij en Voedselvoorziening Economische Zaken a.i. Landbouw, Visserij en Voedselvoorziening |
| H.P. (Hendrik) Marchant                               | VDB                                                 | Colijn II | Onderwijs, Kunsten en Wetenschappen |
| R. (Reneke) de Marees van Swinderen                   | partijloos                                          | Heemskerk | Buitenlandse Zaken |
| J.Ch. (Johannes) de Marez Oyens                       | ARP                                                 | Kuyper | Waterstaat, Handel en Nijverheid |
| V.G.M. (Victor) Marijnen                              | KVP                                                 | De Quay Marijnen | Landbouw en Visserij Sociale Zaken en Volksgezondheid a.i. Algemene Zaken |
| Th.H. (Theodoor) de Meester                           | Liberale Unie                                       | De Meester | Financiën |
| K.A. (Karel) Meeussen                                 | liberaal                                            | Thorbecke II | Zaken der rooms-katholieke Eredienst |
| A.P.W. (Ad) Melkert                                   | PvdA                                                | Kok I | Sociale Zaken en Werkgelegenheid |
| R. (Robert) Melvil baron van Lynden                   | ARP                                                 | Kuyper | Buitenlandse Zaken |
| C.Th. (Cornelis) van Meurs                            | technocraat                                         | Van der Brugghen Rochussen                                                                                                   | Oorlog |
| J.G. (Jean) baron de Mey van Streefkerk               | conservatieven vóór 1848                            | onder Willem I | Secretaris van Staat |
| J. (Johannes) Meynen                                  | ARP                                                 | Schermerhorn-Drees | Oorlog |
| E.F.M.J. (Edgar) baron Michiels van Verduynen         | partijloze liberaal                                 | Gerbrandy II Gerbrandy III                                                                                                   | zonder Portefeuille (Buitenlandse Zaken) zonder Portefeuille (Buitenlandse Zaken) |
| E. (Eimert) van Middelkoop                            | CU                                                  | Balkenende IV | Defensie |
| H.A.F.M.O. (Hans) van Mierlo                          | D66                                                 | Van Agt II Van Agt III Kok I                                                                                                 | Defensie Buitenlandse Zaken Vicepremier |
| P. (Pieter) Mijer                                     | conservatieven na 1848                              | Van Hall-Donker Curtius Van der Brugghen Van Zuylen van Nijevelt                                                             | Koloniën |
| A.E.J. (Anthony) Modderman                            | liberaal                                            | Van Lynden van Sandenburg | Justitie |
| J.H. (Johan) baron Mollerus                           | orangist, conservatieven vóór 1848                  | onder Lodewijk Napoleon onder soever. vorst Willem                                                                           | Binnenlandse Zaken Erediensten Oorlog |
| H.J. (Hubertus) van Mook                              | partijloos                                          | Gerbrandy II | Koloniën |
| H. (Hendrik) Mulderije                                | CHU                                                 | Drees I | Justitie |
| J.J. (Johannes) van Mulken                            | liberaal                                            | Van Bosse-Fock | Oorlog Buitenlandse Zaken a.i. Buitenlandse Zaken a.i. |
| J.A. (Jacobus) Mutsaers                               | conservatief (katholiek)                            | De Kempenaer-Donker Curtius Van Hall-Donker Curtius Van Hall-Van Heemstra                                                    | Zaken der rooms-katholieke Eredienst |
| A.W.C. (Anne Willem) baron van Nagell van Ampsen      | conservatieven vóór 1848                            | onder soever. vorst Willem onder Willem I                                                                                    | Buitenlandse Zaken |
| W. (Willem) Naudin ten Cate                           | partijloze c.h.                                     | Ruijs de Beerenbrouck I | Marine |
| H.P.A. (Hilbrand) Nawijn                              | LPF                                                 | Balkenende I | zonder Portefeuille (Vreemdelingenzaken en Integratie) |
| J.Th.H. (Johan) Nedermeyer ridder Rosenthal           | conservatief-liberaal                               | Thorbecke I | Justitie Zaken van de Hervormde en andere Erediensten |
| L. (Lambertus) Neher                                  | PvdA                                                | Beel I | Wederopbouw en Volkshuisvesting |
| R.J. (Roelof) Nelissen                                | KVP                                                 | Kabinet-De Jong Biesheuvel I Biesheuvel II                                                                                   | Economische Zaken Financiën Vicepremier Surinaams en Antilliaanse Zaken Financiën Vicepremier |
| A.P.L. (Antonius) Nelissen                            | Algemeene Bond (RKSP)                               | Heemskerk | Justitie |
| Ch. (Charles) Nepveu                                  | conservatieven na 1848                              | Schimmelpenninck | Oorlog |
| T. (Tineke) Netelenbos                                | PvdA                                                | Kok II | Verkeer en Waterstaat |
| A. (Atzo) Nicolaï                                     | VVD                                                 | Balkenende III | zonder Portefeuille (Koninkrijksrelaties) |
| C. (Cora) van Nieuwenhuizen-Wijbenga                  | VVD                                                 | Rutte III | Infrastructuur en Waterstaat |
| E.H.Th.M. (Ed) Nijpels                                | VVD                                                 | Lubbers II | Volkshuisvesting, Ruimtelijke Ordening en Milieubeheer |
| F.A. (François) Noël Simons                           | technocraat                                         | onder Willem I | Financiën a.i. |
| E. (Erwin) Nypels                                     | D66                                                 | Van Agt III | Volkshuisvesting en Ruimtelijke Ordening |
| N. (Nicolaas) Olivier                                 | liberaal                                            | Thorbecke II | Justitie Financiën a.i. |
| K.H. (Kajsa) Ollongren                                | D66                                                 | Rutte III Rutte IV | Binnenlandse Zaken en Koninkrijksrelaties Vicepremier Defensie |
| I.W. (Ivo) Opstelten                                  | VVD                                                 | Rutte I Rutte II | Veiligheid en Justitie |
| B. (Bastiaan) Ort                                     | partijloze liberaal                                 | Cort van der Linden | Justitie |
| P.A. (Pieter) Ossewaarde                              | technocraat                                         | onder Willem I Schimmelpenninck                                                                                              | Financiën a.i. Financiën a.i. |
| P.J. (Pieter) Oud                                     | VDB                                                 | Colijn II Colijn III | Financiën |
| J.Ch. (Julius) van Oven                               | PvdA                                                | Drees II | Justitie Binnenlandse Zaken a.i. |
| Ch.F. (Charles) Pahud                                 | conservatief-liberaal                               | Thorbecke I Van Hall-Donker Curtius                                                                                          | Koloniën |
| A. (Arie) Pais                                        | VVD                                                 | Van Agt I | Onderwijs en Wetenschappen |
| F.W.F.Th. (Frederik) baron van Pallandt van Keppel    | conservatieven vóór 1848                            | onder Willem I | Zaken van de Hervormde en andere Erediensten Justitie a.i. |
| J.H. (Johannes) van der Palm                          | patriot                                             | onder Uitvoerend Bewind | Nationale Opvoeding (agentschap) Nationale Economie a.i. (agentschap) |
| J.A.N. (Jacob) Patijn                                 | partijloze liberaal                                 | Colijn IV Colijn V | Buitenlandse Zaken |
| A. (Alexander) Pechtold                               | D66                                                 | Balkenende II | zonder Portefeuille (Bestuurlijke vernieuwing en Koninkrijksrelaties) |
| M.W.J.M. (Rinus) Peijnenburg                          | CDA                                                 | Van Agt I | zonder Portefeuille (Wetenschapsbeleid) |
| K.M.H. (Karla) Peijs                                  | CDA                                                 | Balkenende II Balkenende III                                                                                                 | Verkeer en Waterstaat |
| F.J.M.Th. (François) baron de Pélichy de Lichtervelde | conservatieven vóór 1848                            | onder Willem II | Zaken der rooms-katholieke Eredienst |
| G.Ch.C. (Gerhard) Pels Rijcken                        | conservatieven na 1848                              | Van Zuylen van Nijevelt | Marine |
| A. (Bram) Peper                                       | PvdA                                                | Kok II | Binnenlandse Zaken en Koninkrijksrelaties |
| L.A.H. (Leonard) Peters                               | KVP                                                 | Drees I | Uniezaken en Overzeese Rijksdelen |
| C.J. (Carolus) Pické                                  | liberaal                                            | Fransen van de Putte | Justitie |
| M. (Marinus) Piepers                                  | conservatieven vóór 1848                            | onder Willem I | Oorlog |
| N.G. (Nicolaas) Pierson                               | Liberale Unie                                       | Van Tienhoven Pierson | Financiën |
| G.J. (Gerrit Jan) Pijman                              | patriot                                             | onder Uitvoerend Bewind onder het Staatsbewind onder Schimmelpenninck                                                        | Oorlog (agentschap) Oorlog a.i. |
| C. (Cornelis) Pijnacker Hordijk                       | liberaal                                            | Van Lynden van Sandenburg | Binnenlandse Zaken |
| R. (Ronald) Plasterk                                  | PvdA                                                | Balkenende IV Rutte II | Onderwijs, Cultuur en Wetenschap Binnenlandse Zaken en Koninkrijksrelaties |
| Th.B. (Thomas) Pleyte                                 | VDB                                                 | Cort van der Linden | Koloniën |
| E.M.J. (Lilianne) Ploumen                             | PvdA                                                | Rutte II | Buitenlandse Handel en Ontwikkelingssamenwerking |
| C.H.F. (Carel) Polak                                  | VVD                                                 | Kabinet-De Jong | Justitie |
| W.F. (Willem) Pop                                     | partijloos                                          | Ruijs de Beerenbrouck I | Marine Oorlog |
| F.E. (Folkert) Posthuma                               | partijloze liberaal                                 | Cort van der Linden | Landbouw, Nijverheid en Handel |
| J.W. (Jan Willem) de Pous                             | CHU                                                 | De Quay | Economische Zaken |
| J.P. (Jan) Pronk                                      | PvdA                                                | Den Uyl Lubbers III Kok I Kok II                                                                                             | zonder Portefeuille (Ontwikkelingssamenwerking) Volkshuisvesting, Ruimtelijke Ordening en Milieubeheer |
| J.J. (Jacques) Quarles van Ufford                     | technocraat                                         | onder Willem II | Marine a.i. |
| J.E. (Jan) de Quay                                    | RKSP, KVP                                           | Gerbrandy III De Quay Zijlstra                                                                                               | Oorlog Algemene Zaken Defensie a.i. Verkeer en Waterstaat Vicepremier |
| E.E. (Eduard) van Raalte                              | VDB                                                 | De Meester | Justitie |
| J.J. (Jean Jacques) Rambonnet                         | partijloze liberaal                                 | Cort van der Linden | Marine Oorlog a.i. |
| L.N. (Lodewijk) graaf van Randwijck                   | conservatieven vóór 1848                            | onder Willem II | Binnenlandse Zaken Buitenlandse Zaken |
| W.L.F.Ch. (Willem) ridder van Rappard                 | conservatieven vóór 1848                            | onder Willem II | Financiën |
| A.G.A. (Anthony) ridder van Rappard                   | conservatieven na 1848                              | Van Hall-Donker Curtius Van der Brugghen                                                                                     | Zaken van de Hervormde en andere Erediensten Binnenlandse Zaken |
| W.F. (Willem Frederik) ridder van Rappard             | partijloze liberaal                                 | De Meester | Oorlog |
| W.F. (Willem) graaf van Reede                         | conservatieven vóór 1848                            | onder Willem I | Buitenlandse Zaken |
| G.C.J. (Gerlach) van Reenen                           | conservatieven na 1848                              | Van Hall-Donker Curtius | Binnenlandse Zaken |
| O. (Otto) van Rees                                    | liberaal                                            | Kappeyne van de Coppello | Koloniën |
| E.R.H. (Edmond) Regout                                | Algemeene Bond (RKSP)                               | Heemskerk | Justitie |
| L.H.W. (Louis) Regout                                 | Algemeene Bond (RKSP)                               | Heemskerk | Waterstaat |
| J.G. (Johann) ridder Reinhold                         | technocraat                                         | onder Willem I | Buitenlandse Zaken a.i. |
| J.W. (Johan) Remkes                                   | VVD                                                 | Balkenende I Balkenende II Balkenende III                                                                                    | Binnenlandse Zaken en Koninkrijksrelaties Vicepremier Binnenlandse Zaken en Koninkrijksrelaties Binnenlandse Zaken en Bestuurlijke Vernieuwing |
| O. (Ocker) Repelaer van Driel                         | conservatieven vóór 1848                            | onder Willem I | Onderwijs, Kunsten en Wetenschappen Waterstaat a.i. |
| A.E. (Anthonie) Reuther                               | conservatief (katholiek)                            | Van Lynden van Sandenburg | Oorlog |
| J.E. (Jan) Reuvens                                    | patriot                                             | onder Uitvoerend Bewind onder het Staatsbewind                                                                               | Justitie (agentschap) Justitie |
| P.J. (Paul) Reymer                                    | RKSP                                                | Ruijs de Beerenbrouck III | Waterstaat |
| A.A. (Arie) van Rhijn                                 | CHU                                                 | De Geer II Gerbrandy I | Landbouw en Visserij |
| J.G. (Koos) Rietkerk                                  | VVD                                                 | Lubbers I | Binnenlandse Zaken |
| J.C. (Julius) Rijk                                    | conservatieven vóór 1848, conservatieven na 1848    | onder Willem II Schimmelpenninck De Kempenaer-Donker Curtius                                                                 | Koloniën Marine Koloniën Marine |
| M.J. (Martin) van Rijn                                | Persoonlijke titel                                  | Rutte III | Medische Zorg |
| J.A. (Johan) Ringers                                  | partijloze liberaal                                 | Schermerhorn-Drees Beel I | Openbare Werken Openbare Werken en Wederopbouw |
| P. (Pieter) Rink                                      | Liberale Unie                                       | De Meester | Binnenlandse Zaken |
| J.M.M. (Jo) Ritzen                                    | PvdA                                                | Lubbers III Kok I | Onderwijs en Wetenschappen Welzijn, Volksgezondheid en Cultuur Onderwijs, Cultuur en Wetenschap(pen) |
| J.J. (Jan Jacob) Rochussen                            | conservatieven vóór 1848, conservatieven na 1848    | onder Willem I onder Willem II Rochussen Van Hall-Van Heemstra                                                               | Financiën Koloniën |
| W.F. (Willem) Rochussen                               | conservatief-liberaal                               | Van Lynden van Sandenburg | Buitenlandse Zaken |
| J. (Joan) Röell                                       | oud- of vrije liberalen                             | Röell | Buitenlandse Zaken |
| J.A. (Jacob) Röell                                    | partijloze liberaal                                 | Pierson | Marine |
| W.F. (Willem) baron Röell                             | Orangist                                            | onder Lodewijk Napoleon onder soever. vorst Willem onder Willem I                                                            | Secretaris van Staat Binnenlandse Zaken Buitenlandse Zaken a.i. Binnenlandse Zaken |
| Th.M. (Theodorus) Roest van Limburg                   | liberaal                                            | Van Bosse-Fock | Buitenlandse Zaken a.i. Buitenlandse Zaken |
| J.H. (Herman) van Roijen                              | progressief, maar partijloos                        | Schermerhorn-Drees | zonder Portefeuille (Buitenlandse Zaken) |
| L.A. (Louis) van Roijen                               | partijloze liberaal                                 | De Geer I | Oorlog Marine a.i. |
| H. (Henricus) van Roijen                              | Orangist                                            | onder Schimmelpenninck | Marine a.i. |
| C.P.M. (Carl) Romme                                   | RKSP                                                | Colijn IV | Sociale Zaken |
| J.W. (Johannes) van Romunde                           | conservatief (katholiek)                            | Van der Brugghen Rochussen                                                                                                   | Zaken der rooms-katholieke Eredienst |
| J.K.H. (Jan) de Roo van Alderwerelt                   | liberaal                                            | Kappeyne van de Coppello | Oorlog |
| M.G. (Max) Rood                                       | D66                                                 | Van Agt III | Binnenlandse Zaken |
| B. (Bauke) Roolvink                                   | ARP                                                 | Kabinet-De Jong | Sociale Zaken en Volksgezondheid |
| Ch.J.M.A. (Charles) van Rooy                          | KVP                                                 | De Quay | Sociale Zaken en Volksgezondheid |
| U. (Uri) Rosenthal                                    | VVD                                                 | Rutte I | Buitenlandse Zaken |
| A. (André) Rouvoet                                    | CU                                                  | Balkenende IV | zonder portefeuille (Jeugd en Gezin) Vicepremier |
| H.O.Ch.R. (Onno) Ruding                               | CDA                                                 | Lubbers I Lubbers II | Financiën |
| Ch.J.M. (Charles) Ruijs de Beerenbrouck               | Algemeene Bond (RKSP)                               | Ruijs de Beerenbrouck I Ruijs de Beerenbrouck II Ruijs de Beerenbrouck III                                                   | Binnenlandse Zaken Marine a.i. Koloniën a.i. Oorlog a.i. Landbouw, Nijverheid en Handel a.i. Binnenlandse Zaken en Landbouw Binnenlandse Zaken en Landbouw Binnenlandse Zaken Buitenlandse Zaken a.i.                                                                    |
| G.L.M.H. (Gustave) Ruijs van Beerenbroek              | rooms-katholieken                                   | Mackay | Justitie |
| J. (Job) de Ruiter                                    | CDA                                                 | Van Agt I Van Agt II Van Agt III Lubbers I                                                                                   | Justitie Defensie |
| V.H. (Victor) Rutgers                                 | ARP                                                 | Colijn I | Onderwijs, Kunsten en Wetenschappen |
| M. (Mark) Rutte                                       | VVD                                                 | Rutte I Rutte II Rutte III Rutte IV                                                                                          | Algemene Zaken |
| F.J.Th. (Theo) Rutten                                 | KVP                                                 | Drees-Van Schaik Drees I | Onderwijs, Kunsten en Wetenschappen |
| F.H.A. (Frederik) Sabron                              | partijloos                                          | Heemskerk | Oorlog |
| I. (Ivo) Samkalden                                    | PvdA                                                | Drees III Cals | Justitie Binnenlandse Zaken a.i. |
| J.A.H. (James) de la Sarraz                           | conservatieven vóór 1848                            | onder Willem II | Buitenlandse Zaken |
| E.M.J.A. (Maan) Sassen                                | KVP                                                 | Drees-Van Schaik | Overzeese Gebiedsdelen |
| A.F. (Alexander) de Savornin Lohman                   | ARP                                                 | Mackay | Binnenlandse Zaken |
| J.J.A. (Jules) Schagen van Leeuwen                    | partijloos                                          | Kabinet-Beel I | Marine |
| J.R.H. (Josef) van Schaik                             | RKSP, KVP                                           | Colijn II Colijn III Drees-Van Schaik                                                                                        | Justitie zonder Portefeuille (Binnenlandse Zaken) Vicepremier Verkeer en Waterstaat a.i. Binnenlandse Zaken a.i. |
| Th.S.G.J.M. (Steef) van Schaik                        | RKSP, KVP                                           | Schermerhorn-Drees | Verkeer en Energie |
| W. (Wim) Schermerhorn                                 | VDB, PvdA                                           | Schermerhorn-Drees | Algemene oorlogsvoering |
| G. (Gerrit) graaf Schimmelpenninck                    | conservatieven vóór 1848, conservatieven na 1848    | onder Willem I Schimmelpenninck                                                                                              | Secretaris van Staat Buitenlandse Zaken Financiën |
| W.A. (Willem) baron Schimmelpenninck van der Oye      | conservatieven vóór 1848                            | onder Willem II | Binnenlandse Zaken Buitenlandse Zaken a.i. |
| R.J. (Rutger) graaf Schimmelpenninck van Nijenhuis    | conservatieven na 1848                              | Van Zuylen van Nijevelt | Financiën |
| E. (Edith) Schippers                                  | VVD                                                 | Rutte I Rutte II | Volksgezondheid, Welzijn en Sport |
| W.K.N. (Norbert) Schmelzer                            | KVP                                                 | Biesheuvel I Biesheuvel II                                                                                                   | Buitenlandse Zaken |
| J.I.J.M. (Josef) Schmutzer                            | RKSP                                                | Gerbrandy III | Overzeese Gebiedsdelen |
| C.D.H. (Clemens) Schneider                            | rooms-katholieken                                   | Röell | Oorlog |
| J. (Jan) Schokking                                    | CHU                                                 | Colijn I | Justitie |
| W.F. (Willem) Schokking                               | CHU                                                 | Drees-Van Schaik | Oorlog Marine a.i. Marine |
| W. (Willem) Scholten                                  | CDA                                                 | Van Agt I | Defensie |
| Y. (Ynso) Scholten                                    | CHU                                                 | Marijnen | Justitie |
| E.M. (Eegje) Schoo                                    | VVD                                                 | Lubbers I | zonder Portefeuille (Ontwikkelingssamenwerking) |
| H. W. M. (Dick) Schoof                                | partijloos                                          | Schoof | Algemene Zaken |
| C.J. (Carola) Schouten                                | ChristenUnie                                        | Rutte III Rutte IV | Landbouw, Natuur en Voedselkwaliteit Vicepremier Armoedebeleid, Participatie en Pensioenen Vicepremier |
| J.F. (Johanna) Schouwenaar-Franssen                   | VVD                                                 | Marijnen | Maatschappelijk Werk |
| L. (Liesje) Schreinemacher                            | VVD                                                 | Rutte IV | Buitenlandse Handel en Ontwikkelingssamenwerking |
| B.J.O. (Bertram) Schrieke                             | partijloze liberaal                                 | Colijn V | Onderwijs, Kunsten en Wetenschappen |
| M.H. (Melanie) Schultz van Haegen-Maas Geesteranus    | VVD                                                 | Rutte I Rutte II | Infrastructuur en Milieu |
| W.F. (Wim) Schut                                      | ARP                                                 | Kabinet-De Jong | Volkshuisvesting en Ruimtelijke Ordening |
| A. (Abraham) Schuurman                                | conservatieven vóór 1848                            | onder Willem I onder Willem II                                                                                               | Oorlog |
| A.L.W. (August) Seyffardt                             | liberaal                                            | Van Tienhoven | Oorlog |
| G. (Gerrit) Simons                                    | conservatieven na 1848                              | Van der Brugghen | Binnenlandse Zaken |
| W. (Willem) Six                                       | liberaal                                            | Van Lynden van Sandenburg | Binnenlandse Zaken |
| C.Ch. (Cornelis) baron Six van Oterleek               | conservatieven vóór 1848                            | onder soever. vorst Willem onder Willem I                                                                                    | Financiën |
| Ph.W. (Philippe) van der Sleyden                      | oud- of vrije liberalen                             | Röell | Waterstaat, Handel en Nijverheid |
| M. (Marcus) Slingenberg                               | VDB                                                 | Colijn III | Sociale Zaken |
| A. (Arie) Slob                                        | ChristenUnie                                        | Rutte III | Basis- en Voortgezet Onderwijs en Media |
| J.R. (Jan Rudolph) Slotemaker de Bruïne               | CHU                                                 | De Geer I Colijn II Colijn III Colijn IV                                                                                     | Arbeid, Handel en Nijverheid Sociale Zaken Onderwijs, Kunsten en Wetenschappen a.i. Onderwijs, Kunsten en Wetenschappen |
| J. (Jan) Smallenbroek                                 | ARP                                                 | Cals | Binnenlandse Zaken |
| H.J. (Hendrik Jan) Smidt                              | liberaal                                            | Kappeyne van de Coppello Van Tienhoven                                                                                       | Justitie |
| A.J. (Abraham) de Smit van den Broecke                | conservatieven na 1848                              | Van Hall-Donker Curtius Van der Brugghen                                                                                     | Marine |
| Pangeran Adipati Soejono                              | partijloos                                          | Gerbrandy II | zonder Portefeuille (Overzeese Gebiedsdelen) |
| J.B. (Jan Baptist) van Son                            | conservatieven vóór 1848                            | onder Willem II | Zaken der rooms-katholieke Eredienst a.i. Zaken der rooms-katholieke Eredienst |
| H. (Herman) van Sonsbeeck                             | liberaal                                            | Thorbecke I | Buitenlandse Zaken Zaken der rooms-katholieke Eredienst |
| W. (Winnie) Sorgdrager                                | D66                                                 | Kok I | Justitie |
| J.Th. (Johannes) van Spengler                         | technocraat                                         | Thorbecke I | Oorlog Marine a.i. |
| J.W.E. (Liesbeth) Spies                               | CDA                                                 | Rutte I | Binnenlandse Zaken en Koninkrijksrelaties |
| D.G.W. (Derk) Spitzen                                 | partijloos                                          | Drees-Van Schaik | Verkeer en Waterstaat |
| J. (Jacobus) Spoors                                   | patriot                                             | onder Uitvoerend Bewind | Marine (agentschap) |
| J.P. (Jacobus) Sprenger van Eyk                       | conservatief-liberaal                               | Heemskerk Azn. Röell | Koloniën Financiën |
| H.P. (Henri) Staal                                    | Liberale Unie                                       | De Meester | Oorlog |
| C. (Cornelis) Staf                                    | CHU                                                 | Drees I Drees II Drees III Beel II                                                                                           | Oorlog Marine Oorlog Marine Overzeese Rijksdelen a.i. Marine Oorlog Overzeese Rijksdelen a.i. Landbouw, Visserij en Voedselvoorziening a.i. Oorlog Marine Landbouw, Visserij en Voedselvoorziening a.i.                                                                  |
| H. (Henk) Staghouwer                                  | ChristenUnie                                        | Rutte IV | Landbouw, Natuur en Voedselkwaliteit |
| A.P.J.M.M. (Fons) van der Stee                        | KVP, CDA                                            | Den Uyl Van Agt I Van Agt II Van Agt III                                                                                     | Landbouw en Visserij Antilliaanse Zaken Financiën |
| M.P.L. (Max) Steenberghe                              | RKSP                                                | Colijn II Colijn IV De Geer II Gerbrandy I Gerbrandy II                                                                      | Economische Zaken Handel, Nijverheid en Scheepvaart Landbouw en Visserij a.i. Economische Zaken Handel, Nijverheid en Scheepvaart Handel, Nijverheid en Scheepvaart Landbouw en Visserij a.i. Handel, Nijverheid en Scheepvaart Financiën a.i. Landbouw en Visserij a.i. |
| A. (Bram) Stemerdink                                  | PvdA                                                | Den Uyl | Defensie |
| G.A. (Ard) van der Steur                              | VVD                                                 | Rutte II | Veiligheid en Justitie |
| D.U. (Dirk) Stikker                                   | VVD                                                 | Drees-Van Schaik Drees I | Buitenlandse Zaken |
| Max van der Stoel                                     | PvdA                                                | Den Uyl Van Agt II | Buitenlandse Zaken |
| H. (Hein) van Stralen                                 | Orangist                                            | onder Schimmelpenninck onder soever. vorst Willem                                                                            | Binnenlandse Zaken |
| A.A. (Adam) Stratenus                                 | Partijloos                                          | onder Willem I | Marine a.i. |
| A.J.L. (Anthony) baron Stratenus                      | technocraat                                         | Thorbecke II | Buitenlandse Zaken a.i. |
| M.P.H. (Martin) Strens                                | liberaal                                            | Thorbecke I Van Zuylen van Nijevelt-Van Heemstra                                                                             | Justitie Zaken der rooms-katholieke Eredienst Buitenlandse Zaken a.i. |
| A.A.M. (Teun) Struycken                               | KVP                                                 | Drees-Van Schaik Drees III Beel II Zijlstra                                                                                  | Justitie Binnenlandse Zaken, Bezitsvorming en Publiekrechtelijke Bedrijfsorganisatie Vicepremier Binnenlandse Zaken, Bezitsvorming en Publiekrechtelijke Bedrijfsorganisatie Vicepremier Justitie a.i. Justitie                                                          |
| L.B.J. (Louis) Stuyt                                  | KVP                                                 | Biesheuvel I Biesheuvel II                                                                                                   | Volksgezondheid en Milieuhygiëne Volksgezondheid en Milieuhygiëne |
| J.G. (Ko) Suurhoff                                    | PvdA                                                | Drees II Drees III Cals | Sociale Zaken en Volksgezondheid Sociale Zaken en Volksgezondheid Binnenlandse Zaken Verkeer en Waterstaat |
| G.J. (Gerardus) van Swaaij                            | Algemeene Bond (RKSP)                               | Ruijs de Beerenbrouck II | Waterstaat |
| R.W. (Reinier) Tadama                                 | patriot                                             | onder Uitvoerend Bewind | Justitie (agentschap) Justitie a.i. (agentschap) |
| J.P.R. (Johannes) Tak van Poortvliet                  | liberaal                                            | Kappeyne van de Coppello Van Tienhoven                                                                                       | Waterstaat, Handel en Nijverheid Binnenlandse Zaken |
| A.S. (Aritius) Talma                                  | ARP                                                 | Heemskerk | Landbouw, Nijverheid en Handel Waterstaat a.i. |
| J. (Jan) van den Tempel                               | SDAP                                                | De Geer II Gerbrandy I Gerbrandy II                                                                                          | Sociale Zaken Landbouw en Visserij a.i. Handel, Nijverheid en Scheepvaart a.i. |
| J.C. (Jan) Terlouw                                    | D66                                                 | Van Agt II Van Agt III | Economische Zaken Vicepremier Economische Zaken Vicepremier |
| J. (Jan) Terpstra                                     | ARP                                                 | Ruijs de Beerenbrouck III | Onderwijs, Kunsten en Wetenschappen |
| D.A.W. (Dirk) van Tets van Goudriaan                  | partijloze liberaal                                 | De Meester | Buitenlandse Zaken |
| J.G.H. (Jacob) van Tets van Goudriaan                 | liberaal                                            | Rochussen Van Zuylen van Nijevelt-Van Heemstra                                                                               | Binnenlandse Zaken Financiën |
| A.W.N. (Arnold) van Tets van Goudriaan                | conservatieven vóór 1848                            | onder Willem I | Financiën |
| F.G.C.J.M. (Frans) Teulings                           | KVP                                                 | Drees-Van Schaik Drees I | Binnenlandse Zaken zonder Portefeuille (bescherming bevolking en burgerlijke verdediging) Binnenlandse Zaken a.i. |
| F.J.F.M. (Frans-Joseph) van Thiel                     | KVP                                                 | Drees II | Maatschappelijk Werk |
| E. (Ed) van Thijn                                     | PvdA                                                | Van Agt II Lubbers III | Binnenlandse Zaken |
| J.R. (Johan Rudolph) Thorbecke                        | liberaal                                            | Thorbecke I Thorbecke II Thorbecke III                                                                                       | Binnenlandse Zaken |
| G. (Gijsbert) van Tienhoven                           | liberaal                                            | Van Tienhoven | Buitenlandse Zaken |
| F.C.G.M. (Frans) Timmermans                           | PvdA                                                | Rutte II | Buitenlandse Zaken |
| W. (Willem) den Toom                                  | VVD                                                 | Kabinet-De Jong | Defensie |
| M.W. (Marc) baron du Tour van Bellinchave             | conservatieven na 1848                              | Heemskerk Azn. | Justitie Buitenlandse Zaken a.i. |
| E.H. (Edzo) Toxopeus                                  | VVD                                                 | De Quay Marijnen | Binnenlandse Zaken |
| N. (Nicolaas) Trakranen                               | conservatieven na 1848                              | Van Zuylen van Nijevelt | Koloniën |
| M.W.F. (Willem) Treub                                 | VDB, partijloze liberaal                            | Cort van der Linden | Landbouw, Nijverheid en Handel Landbouw, Nijverheid en Handel a.i. Financiën |
| A.A.Th.M. (Ton) van Trier                             | CDA                                                 | Van Agt I | zonder Portefeuille (Wetenschapsbeleid) |
| F.H.P. (Boy) Trip                                     | PPR                                                 | Den Uyl | zonder Portefeuille (Wetenschapsbeleid) |
| H.R. (Hendrik) Trip                                   | conservatieven vóór 1848                            | onder Willem I | Oorlog a.i. Oorlog |
| F.C. (Frederik) Tromp                                 | conservatief-liberaal                               | Heemskerk Azn. | Marine Waterstaat, Handel en Nijverheid a.i. |
| Th.Ph. (Theodoor) Tromp                               | partijloze liberaal                                 | Gerbrandy III | Waterstaat |
| D.S. (Danny) Tuijnman                                 | VVD                                                 | Van Agt I | Verkeer en Waterstaat Volkshuisvesting en Ruimtelijke Ordening |
| A.P. (Adriaan) Twent van Raaphorst                    | patriot                                             | onder Lodewijk Napoleon | Binnenlandse Zaken a.i. Binnenlandse Zaken Waterstaat |
| B.J. (Berend) Udink                                   | CHU                                                 | Kabinet-De Jong Biesheuvel I Biesheuvel II                                                                                   | zonder Portefeuille (hulp aan ontwikkelingslanden) Volkshuisvesting en Ruimtelijke Ordening Verkeer en Waterstaat Volkshuisvesting en Ruimtelijke Ordening Verkeer en Waterstaat                                                                                         |
| G.H. (Gerhard) Uhlenbeck                              | liberaal                                            | Thorbecke II | Koloniën |
| J. J. M. (Judith) Uitermark                           | NSC                                                 | Schoof | Binnenlandse Zaken en Koninkrijksrelaties |
| Ch.J. (Charles Joseph) hertog d' Ursel                | conservatieven vóór 1848                            | onder Willem I | Waterstaat en Publieke Werken |
| J.M. (Joop) den Uyl                                   | PvdA                                                | Cals Den Uyl Van Agt II | Economische Zaken Algemene Zaken Sociale Zaken en Werkgelegenheid Antilliaanse Zaken Vicepremier |
| J.D. (Jacob) Veegens                                  | VDB                                                 | De Meester | Landbouw, Nijverheid en Handel Waterstaat, Handel en Nijverheid a.i. |
| Ch. (Chris) van Veen                                  | CHU                                                 | Biesheuvel I Biesheuvel II                                                                                                   | Onderwijs en Wetenschappen |
| C.P. (Cees) Veerman                                   | CDA                                                 | Balkenende I Balkenende II Balkenende III                                                                                    | Landbouw, Natuurbeheer en Visserij Landbouw, Natuur en Voedselkwaliteit |
| H. (Hendrik) van der Vegte                            | ARP                                                 | De Geer I | Waterstaat |
| J. (Joris) in 't Veld                                 | PvdA                                                | Beel I Drees-Van Schaik Drees I                                                                                              | Wederopbouw en Volkshuisvesting |
| S. (Stientje) van Veldhoven                           | D66                                                 | Rutte III | Milieu en Wonen a.i. |
| C.C.J. (Caspar) Veldkamp                              | NSC                                                 | Schoof | Buitenlandse Zaken |
| G.M.J. (Gerard) Veldkamp                              | KVP                                                 | De Quay Marijnen Cals Zijlstra                                                                                               | Sociale Zaken en Volksgezondheid Sociale Zaken en Volksgezondheid Sociale Zaken en Volksgezondheid Sociale Zaken en Volksgezondheid |
| C.H. (Carel) Ver Huell                                | patriot                                             | onder Schimmelpenninck onder Lodewijk Napoleon                                                                               | Marine |
| G. (Gerda) Verburg                                    | CDA                                                 | Balkenende IV | Landbouw, Natuur en Voedselkwaliteit |
| P.J. (Koos) Verdam                                    | ARP                                                 | Cals Zijlstra | Binnenlandse Zaken |
| M.C.F. (Rita) Verdonk                                 | VVD                                                 | Balkenende II Balkenende III                                                                                                 | zonder Portefeuille (Vreemdelingenzaken en Integratie) zonder Portefeuille (Vreemdelingenzaken en Integratie) |
| M. (Maxime) Verhagen                                  | CDA                                                 | Balkenende IV Rutte I Kabinet-Rutte I                                                                                        | Buitenlandse Zaken Economische Zaken, Landbouw en Innovatie Vicepremier |
| G.H. (Gerard) Veringa                                 | KVP                                                 | Kabinet-De Jong | Onderwijs en Wetenschappen |
| W.A.F.G. (Willem) Vermeend                            | PvdA                                                | Kok II | Sociale Zaken en Werkgelegenheid |
| T.J. (Timotheus) Verschuur                            | RKSP                                                | Ruijs de Beerenbrouck III Colijn II                                                                                          | Arbeid, Handel en Nijverheid Economische Zaken en Arbeid Economische Zaken en Arbeid Economische Zaken |
| J.G. (Johan) baron Verstolk van Soelen                | conservatieven vóór 1848                            | onder Willem I onder Willem II                                                                                               | Buitenlandse Zaken a.i. Buitenlandse Zaken |
| B. (Barbara) Visser                                   | VVD                                                 | Rutte III | Infrastructuur en Waterstaat |
| J.Th. (Johannes) de Visser                            | CHU                                                 | Ruijs de Beerenbrouck I Ruijs de Beerenbrouck II                                                                             | Onderwijs, Kunsten en Wetenschappen |
| S.H. (Simon) Visser                                   | VVD                                                 | De Quay | Defensie |
| J.A. (Johannes) de Visser                             | CHU                                                 | Colijn V | Justitie |
| S. (Simon) Vissering                                  | liberaal                                            | Van Lynden van Sandenburg | Financiën |
| J.H. (Jan Hendrik) Voet                               | technocraat                                         | De Kempenaer-Donker Curtius                                                                                                  | Oorlog |
| E. (Ella) Vogelaar                                    | PvdA                                                | Balkenende IV | zonder portefeuille (Wonen, Wijken en Integratie) |
| C. (Cornelis) Vollenhoven                             | technocraat                                         | onder Willem II | Binnenlandse Zaken a.i. |
| A. (Anne) Vondeling                                   | PvdA                                                | Drees III Cals | Landbouw, Visserij en Voedselvoorziening Vicepremier Financiën |
| J.J.C. (Joris) Voorhoeve                              | VVD                                                 | Kok I | Defensie Antilliaanse en Arubaanse Zaken |
| I. (Irene) Vorrink                                    | PvdA                                                | Den Uyl | Volksgezondheid en Milieuhygiëne |
| H. (Hein) Vos                                         | SDAP, PvdA                                          | Schermerhorn-Drees Beel I | Handel en Nijverheid Verkeer Openbare Werken en Wederopbouw a.i. |
| H. (Henk) Vredeling                                   | PvdA                                                | Den Uyl | Defensie |
| B. (Bert) de Vries                                    | CDA                                                 | Lubbers III | Sociale Zaken en Werkgelegenheid Landbouw, Natuurbeheer en Visserij |
| K.G. (Klaas) de Vries                                 | PvdA                                                | Kok II | Sociale Zaken en Werkgelegenheid Landbouw, Natuurbeheer en Visserij Binnenlandse Zaken en Koninkrijksrelaties |
| G. (Gerrit) de Vries Azn.                             | liberaal                                            | De Vries-Fransen van de Putte                                                                                                | Justitie |
| S. (Simon) de Vries Czn.                              | ARP                                                 | Ruijs de Beerenbrouck I | Financiën |
| M. (Maarten) Vrolijk                                  | PvdA                                                | Cals | Cultuur, Recreatie en Maatschappelijk werk |
| A. (Agnites) Vrolik                                   | conservatieven na 1848                              | Van Hall-Donker Curtius Van der Brugghen                                                                                     | Financiën |
| E. (Engelbertus) de Waal                              | liberaal                                            | Van Bosse-Fock | Koloniën |
| J.H. (Jan) de Waal Malefijt                           | ARP                                                 | Heemskerk | Koloniën |
| C. (Christianne) van der Wal-Zeggelink                | VVD                                                 | Rutte IV | Natuur en Stikstof |
| M.A.M. (Marius) Waszink                               | RKSP                                                | De Geer I | Onderwijs, Kunsten en Wetenschappen |
| W.M. (Willem) van Weede van Berencamp                 | partijloos                                          | Kuyper | Buitenlandse Zaken |
| D. M. (David) van Weel                                | VVD                                                 | Schoof | Justitie en Veiligheid |
| F.M. (Franc) Weerwind                                 | D66                                                 | Rutte IV | Rechtsbescherming |
| A.W.Ph. (August) Weitzel                              | conservatief-liberaal                               | De Vries-Fransen van de Putte Heemskerk-Van Lynden van Sandenburg Heemskerk Azn.                                             | Oorlog Koloniën a.i. |
| Ch.J.I.M. (Charles) Welter                            | Algemeene Bond (RKSP)                               | Colijn I Colijn IV De Geer II Gerbrandy I Gerbrandy II                                                                       | Koloniën Financiën a.i. Koloniën |
| H.H. (Hendrik) Wemmers                                | partijloze c.h.                                     | Drees I | Verkeer en Waterstaat |
| J. (Jan) Wentholt                                     | partijloze liberaal                                 | De Meester Heemskerk | Marine |
| Th.E. (Tjerk) Westerterp                              | KVP                                                 | Den Uyl | Verkeer en Waterstaat |
| E.P. (Evert) Westerveld                               | partijloze liberaal                                 | Ruijs de Beerenbrouck II | Marine |
| M. (Meindert) Wiardi Beckman                          | conservatieven na 1848                              | Van der Brugghen | Zaken van de Hervormde en andere Erediensten |
| H.O. (Hendrikus) Wichers                              | liberaal                                            | Kappeyne van de Coppello | Marine Oorlog a.i. Koloniën a.i. |
| H.L. (Hendrik) Wichers                                | liberaal                                            | De Kempenaer-Donker Curtius                                                                                                  | Justitie |
| E.D. (Eric) Wiebes                                    | VVD                                                 | Rutte III | Economische Zaken en Klimaat |
| H. (Hans) Wiegel                                      | VVD                                                 | Van Agt I | Binnenlandse Zaken Vicepremier |
| A.D. (Dennis) Wiersma                                 | VVD                                                 | Rutte IV | Primair en Voortgezet Onderwijs |
| F. (Femke) Wiersma                                    | BBB                                                 | Schoof | Landbouw, Visserij, Voedselzekerheid en Natuur |
| H.M. (Herman) van der Wijck                           | partijloze liberaal                                 | Röell | Marine |
| Th.R.J. (René) Wijers                                 | KVP                                                 | Drees-Van Schaik | Justitie |
| G.J. (Hans) Wijers                                    | D66                                                 | Kok I | Economische Zaken |
| F.C.M. (Frans) Wijffels                               | RKSP                                                | Gerbrandy III | Sociale Zaken Waterstaat a.i. |
| J.G. (Joop) Wijn                                      | CDA                                                 | Balkenende III | Economische Zaken |
| J.A. (Jacob) de Wilde                                 | ARP                                                 | Colijn II Colijn III Colijn IV                                                                                               | Binnenlandse Zaken Financiën |
| J.C. (Joannes) Willemse                               | technocraat                                         | onder Willem II | Zaken der rooms-katholieke Eredienst a.i. |
| P. (Pieter) Winsemius                                 | VVD                                                 | Lubbers I | Volkshuisvesting, Ruimtelijke Ordening en Milieubeheer |
| W. (Willem) Wintgens                                  | conservatief-liberaal                               | Van Zuylen van Nijevelt | Justitie |
| H.B.J. (Herman) Witte                                 | KVP                                                 | Drees II Drees III Beel II Zijlstra                                                                                          | Wederopbouw en Volkshuisvesting Volkshuisvesting en Bouwnijverheid Verkeer en Waterstaat a.i. Volkshuisvesting en Bouwnijverheid Volkshuisvesting en Ruimtelijke Ordening                                                                                                |
| P.J. (Petrus) Witteman                                | KVP                                                 | Beel I | Binnenlandse Zaken |
| H.J. (Johan) Witteveen                                | VVD                                                 | Marijnen Kabinet-De Jong | Financiën Vicepremier Financiën |
| C.J. (Constantijn) Wolterbeek                         | conservatieven vóór 1848                            | onder Willem I | Marine |
| B. (Bas) van 't Wout                                  | VVD                                                 | Rutte III | Economische Zaken en Klimaat |
| D. (Dilan) Yeşilgöz-Zegerius                          | VVD                                                 | Rutte IV | Justitie en Veiligheid |
| G. (Gerrit) Zalm                                      | VVD                                                 | Kok I Kok II Balkenende II Balkenende III                                                                                    | Financiën Vicepremier Financiën Vicepremier |
| H.J. (Henk) Zeevalking                                | D66                                                 | Van Agt II Van Agt III | Verkeer en Waterstaat |
| H. (Halbe) Zijlstra                                   | VVD                                                 | Rutte III | Buitenlandse Zaken |
| J. (Jelle) Zijlstra                                   | ARP                                                 | Drees II Drees III Beel II De Quay Zijlstra                                                                                  | Economische Zaken Financiën a.i. Financiën Algemene Zaken Financiën |
| J.P.P. (Jacob) baron van Zuylen van Nijevelt          | liberaal, conservatief-liberaal                     | Thorbecke I Van Zuylen van Nijevelt-Van Heemstra                                                                             | Buitenlandse Zaken |
| J.Ph.J.A. (Julius) graaf van Zuylen van Nijevelt      | antirevolutionair vóór 1894, conservatieven na 1848 | Van Hall-Van Heemstra Van Zuylen van Nijevelt                                                                                | Buitenlandse Zaken |
| H. (Hugo) baron van Zuylen van Nijevelt               | conservatieven vóór 1848                            | onder Willem II | Buitenlandse Zaken a.i. Zaken van de Hervormde en andere Erediensten |